# Nikolaj Rjorich

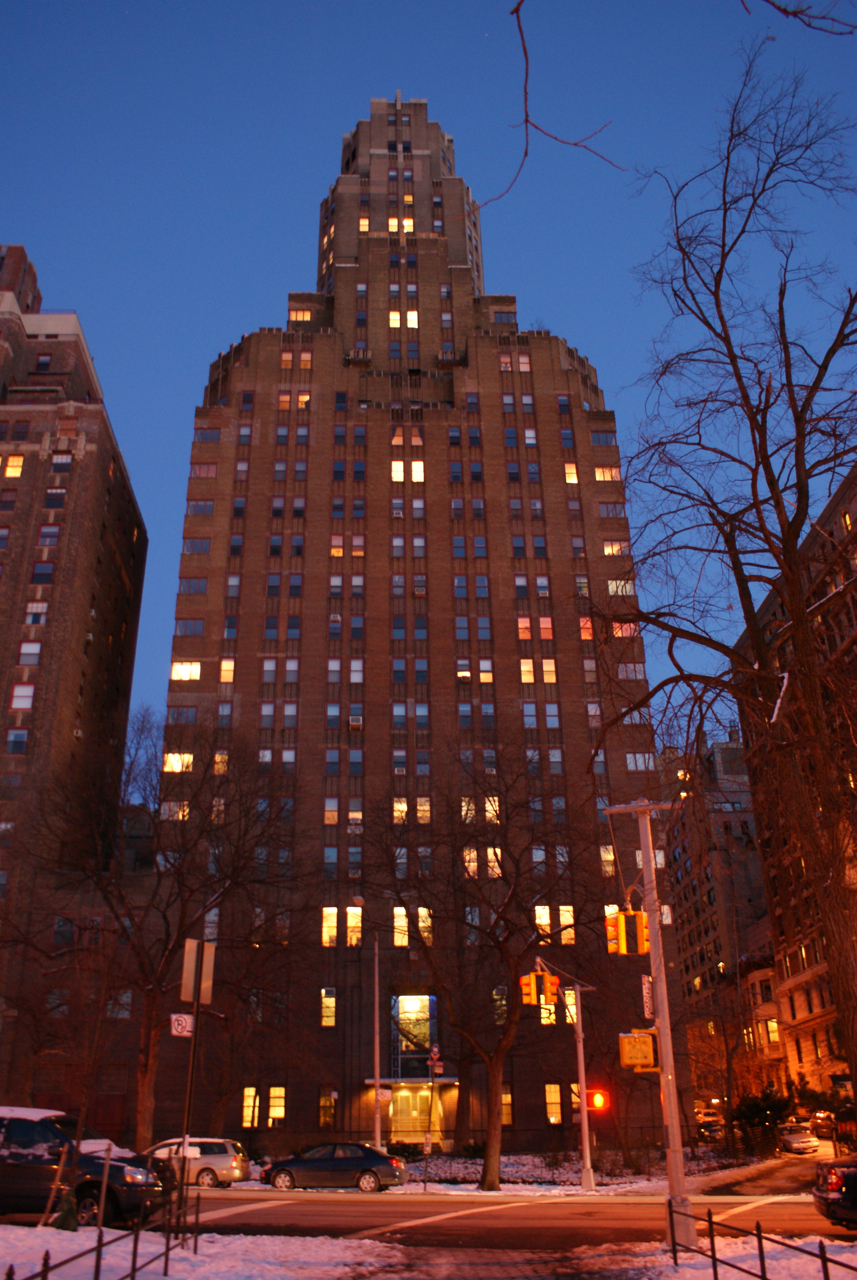
De wolkenkrabber met 29 verdiepingen, die de megalomane Nikolaj Roerich door Harvey Wiley Corbett liet bouwen in New York. Master Apartments, 310 Riverside Drive, Upper West Side, Manhattan, voormalig Master Institute of United Arts, gesticht in 1920, geopend in 1929. In 1936 werd het gebouw door geldschieter Louis Horch in bezit genomen.

Nikolaj Konstantinovitsj Rjorich (Russisch: Николай Константинович Рерих), ook wel Nicholas Roerich of Nikolai Rerikh (Sint-Petersburg, 9 oktober 1874 – Punjab, 13 december 1947) was een Russisch kunstschilder, filosoof, theosoof, archeoloog, schrijver en reiziger. Hij was getrouwd met Helena Rjorich en ze hadden twee zonen: Joeri en Svetoslav.
Rjorich schilderde meer dan 7000 schilderijen; deze worden in de 21e eeuw in bekende musea over de gehele wereld tentoongesteld. Hij schreef verder nog 30 literaire werken. Nikolaj Rjorich voerde in zijn tijd internationaal de beweging voor cultuurbescherming aan en is bedenker en schrijver van het Rjorich-pact, een initiatief voor de bescherming van artistieke en academische instituties en historische vindplaatsen. Nikolaj Rjorich ontving in 1929 een nominatie voor de Nobelprijs.
Nikolaj en Helena waren er van overtuigd dat de 'geleide geest' (spirit guide) Allal-Ming dezelfde was als Meester (mahatma) M. (Morya) van Helena Blavatsky (1831-1891), de grondlegger van de Theosophical Society. Nikolaj kreeg rijke geldschieters, maakte een reis door Centraal-Azië (1924-1929) en liet als megalomaan een wolkenkrabber van 29 etages bouwen voor zijn Instituut in New York.
Tijdens de expeditie door Centraal-Azië zou zijn vrouw Helena Rjorich, Urusvati, een fragment van de heilige Chintamani bij zich dragen, een wonderbaarlijke steen uit de constellatie van Orion, die de familie in Parijs had ontvangen. De steen zou van Atlantis afkomstig zijn. De 'Meesters' zouden, volgens hun 'gids', namelijk Helena Rjorich hebben verkozen om de 'Moeder van de Wereld' te symboliseren, het 'vrouwelijke principe van het nieuwe tijdperk'.
In 1919 nog een tegenstander van het bolsjewisme, wilde Nikolaj in 1926 met de bolsjewieken samenwerken om een boeddhistische federatie op te richten, een 'Nieuw Land': het communisme en boeddhisme zouden veel overeenkomen en Lenin werd geprezen door zijn Meester 'Morya'. Het Nieuwe Land zou geregeerd worden door de Panchen lama en Nikolaj Rjorich.
Nikolaj Rjorich bracht in 1926 berichten van de 'mahatma's' over aan de sovjet regering voor verdere samenwerking en gaf een kistje met aarde van de Himalaya voor het graf van 'mahatma' Vladimir Lenin ten geschenke. Rjorich geloofde in de spoedige komst van Maitreya ('Christus'), de toekomstige boeddha, zoals verkondigd werd (ná het overlijden van Blavatsky) in de neo-theosofie van Annie Besant en Charles Webster Leadbeater, in de leringen van Alice Bailey van 1919-1949 en later door Benjamin Creme (1922-2016). Volgens Rjorich zou Rigden Jyepo, de koning van Shambhala, spoedig met een groot leger de krachten van het kwaad vernietigen, waarna het Tijdperk van Maitreya zou aanbreken. De Panchen lama zou herboren worden als de Rigden Jyepo en de regering van Maitreya zou beginnen.

## Familie, kinderjaren en studie
De naam Roerich stamt oorspronkelijk uit het oud-Scandinavisch en betekent roemrijk. Leden van de Rjorich-familie bezaten sinds de tijd van Peter de Grote prominente militaire en bestuurlijke posten en de vader van Nikolaj, Konstantin Fedorovich, was een bekend notaris, geboren in Riga, Latvia. Zijn moeder Maria Vasil'evna Kalashnikova, stamde uit een handelsfamilie uit Pskov. De Roerichs hadden een huis aan de Neva tegenover de Admiraliteit. Tijdens wintervakanties vertrokken ze naar hun landhuis, 55 mijl naar het zuidwesten, dat de vorige bewoner Isvara, had genoemd, wat Sanskriet is voor 'heer' of 'heilige geest'. Er hoorde 3000 hectare grond bij. Nikolai leed tot zijn elfde aan langdurige bronchitis en zwakke longen en de dokter schreef hem de frisse, koude lucht van de winter en lente voor, waardoor hij uitgebreid het land en de bossen kon verkennen, vaak met de manager van het landgoed. Nikolaj hield van jagen en luisterde graag naar de verhalen van de boeren. Hij hield van verhalen over Russische helden en historische gebeurtenissen. Hij voerde, met zijn oudere zus Lydia en jongere broers Boris en Vladimir, zelfgemaakte toneelstukjes op, over Vikingen, Djenghis Khans leger en Marco Polo. Toneel, wetenschap en geografie waren zijn favoriete onderwerpen. Al op 16-jarige leeftijd leerde hij wetenschappelijke methoden om opgravingen te doen, door tijdens de zomer een archeoloog te vergezellen.
Al vanaf zijn jeugd werd Nikolaj aangetrokken door schilderijen, archeologie, geschiedenis en oriëntaalse kunst. Nadat hij het Karl von May Gymnasium afsloot in 1893, volgde hij twee opleidingen naast elkaar: de studie Rechtsgeleerdheid aan de Universiteit van Sint-Petersburg waarvoor hij slaagde in 1898 en de Keizerlijke Kunstacademie, waarvoor hij in 1897 slaagde. Het schilderij dat zijn afstudeerwerk betekende, De boodschapper, werd gekocht door de bekende handelaar in Russische kunst Pavel Tretjakov.
Vanaf 1895 studeerde hij in het atelier van de landschapschilder Archip Koeindzji, dat van de historieschilder Ilja Repin, waarvoor hij had gekozen, was vol. Het werk van Viktor Vasnetsov was voor hem een inspiratiebron. Hij onderhield contact met verschillende bekende namen in de kunstwereld van die tijd, zoals Vladimir Stassov, Ilja Repin, Nikolaj Rimski-Korsakov en Serge Diaghilev. Al tijdens zijn studie werd Rjorich lid van het Russisch Archeologisch Genootschap. Hij voerde verschillende opgravingen uit in Sint-Petersburg, Pskov, Veliki Novgorod, Tver, Jaroslavl en in de Oblast Smolensk. Op zijn 23e had hij archeologische expedities geleid door Rusland en wetenschappelijke verhandelingen over Salvische en Finse archeologie van de 11e tot de 14e eeuw geschreven. Verschillende artikelen werden gepubliceerd in Art and Archaeology en andere tijdschriften en hij ontving lof van de Archaeological Society of Prussia, toen hij ornamenten van amber had gevonden bij de Oostzee. Nikolaj werd daarvoor tot jongste lid verkozen van de Imperial Archaeological Society.
In 1899, toen Roerich 24 jaar was, stuurde de Imperial Archaeological Society hem naar de provincies van Pskov, Tver en Novgorod om de oudste Russische monumenten te bestuderen. Het huis van prins Pavel Poetjatin, die ook archeoloog was, lag op zijn route en hij bracht er de nacht door. Prins Poetjatin was de zwager van de moeder van Nikolajs toekomstige echtgenote en zo leerde Nikolaj de vijf jaar jongere Jelena Ivanovna Sjaposjnikova kennen. Ze kwam uit een onderscheiden en aristocratische familie, de componist Moessorgsky was haar oom en Michail Koetoezov, die het Russische leger had geleid tegen Napoleon Bonaparte in de oorlog van 1812, was haar 'grootoom'. Jelena was bijzonder intelligent, mooi en getalenteerd, bijzonder sensitief en speelde uitstekend piano. Op haar zevende kon ze Frans, Duits en Russisch lezen en schrijven. Toen ze Nikolaj ontmoette had ze de collectie boeken in haar grootvaders bibliotheek gelezen en had ze de filosofieën en tradities van het Oosten bestudeerd, zoals de Bhagavad Gita, Mahabharata en de drie Veda's. Nikolaj en Jelena merkten dat ze, op de jacht na, veel interesses deelden. Jelena's vader was al overleden en Nikolajs vader overleed in de lente van 1900, gedesillusioneerd en depressief. De Rjorichs bleven achter met schulden en Isvara werd verkocht. Ze trouwden in de herfst van 1901.
Rjorich werd secretaris van de Society for the Encouragement of the Arts en organiseerde tentoonstellingen en lezingen. Hij werd assistent editor van Art & Artistic Industry, een tijdschrift waar voor hij al had geschreven. Het stel bestudeerde Vivekananda, Ramakrishna, Boeddha en het werk van de Indiase dichter Rabindranath Tagore. In de eerste drie jaar van hun huwelijk werden hun twee zonen geboren. Nikolaj raakte geïnteresseerd in de Steentijd en hij verzamelde zo'n 75000 relieken.
De eerste International Buddhist Conference in 1891 was het begin van een 'Boeddhistische opleving', die ook Rusland beïnvloedde.
Samen met prins Poetjatin ontdekte hij vanaf 1904 verschillende neolithische vindplaatsen in de buurt van Valdaj. De neolithische vondsten van Rjorich brachten toen veel sensatie teweeg in Rusland en West-Europa.

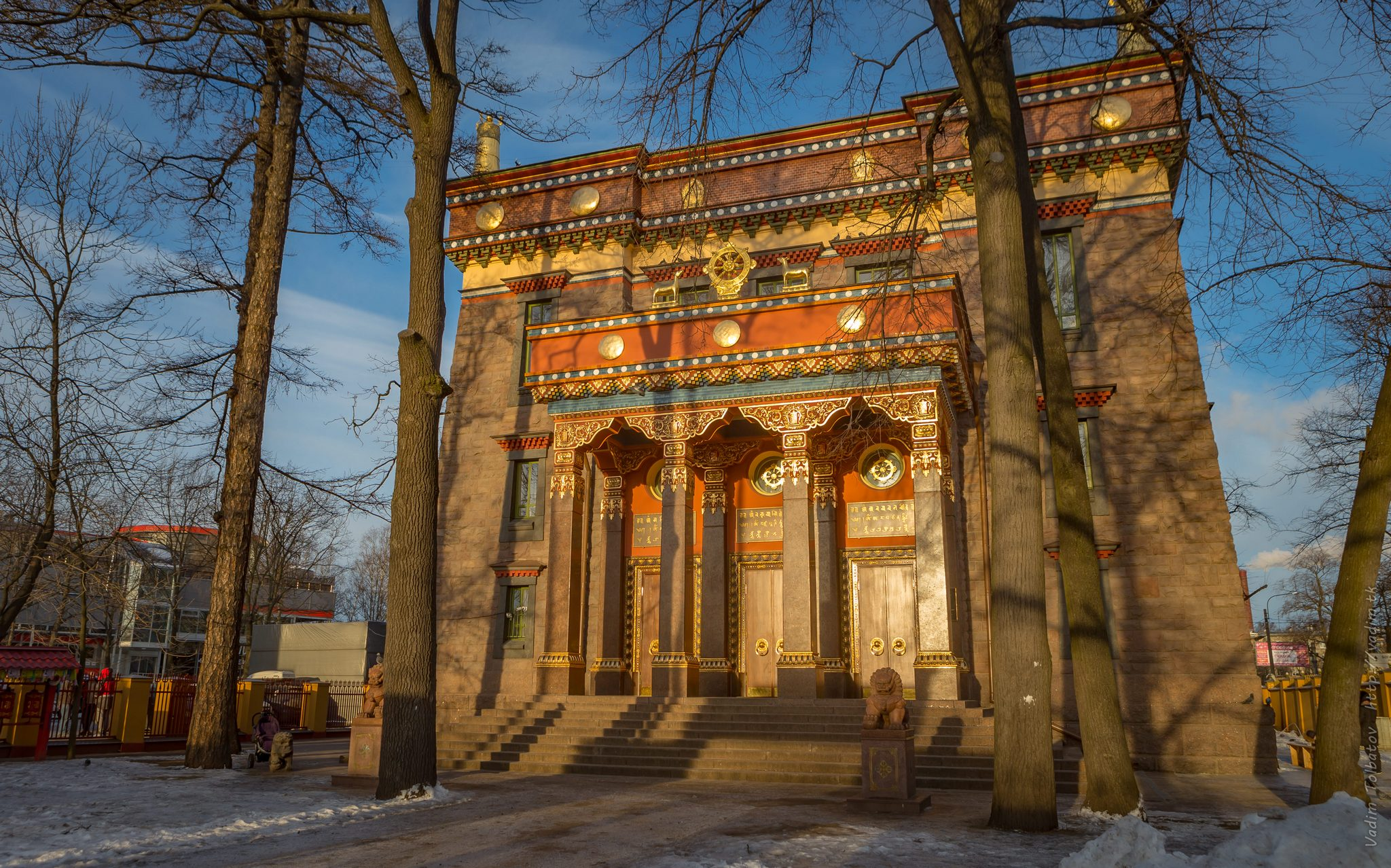
Datsan Gunzechoinei, de boeddhistische tempel in Sint Petersburg, van datsan (tempel) en gunzechoinei (de bron van boeddha's religieuze leer, die diep mededogen heeft voor alle wezens).

In 1907 wist Kambo Laramba Agvan Dorzjiejev, een Boerjaat uit Siberië en een belangrijke persoon in de oosterse Russische politiek, tsaar Nicolaas II te overtuigen van het belang van een boeddhistische tempel in Sint Petersburg. Dorzjiejev verzamelde het geld voor de bouw van de tempel, die werd opgedragen aan de 13e Dalai lama, die er zijn zegen voor gaf. Dorzjiejev streefde naar een Tibetaans-Mongoolse federatie met Rusland, een geestelijk rijk geleid door de Dalai lama onder bescherming van de tsaar. Nikolaj Rjorich steunde de bouw en ontwierp glas in lood voor de tweede verdieping. Nikolaj was onder de indruk van Dorzjiejevs ideeën over vrede, broederschap en verlichting en de voorspelling dat het rijk van Shambhala aanstaande was. Als de Panchen lama uit Tibet zou vertrekken, zou er een eindstrijd volgen en een Nieuw Tijdperk aanbreken. Het mythische Shambhala zou ten noorden van Tibet, op Russisch grondgebied liggen, volgens Dorzjiejev. De bouw van de tempel was controversieel en sommige mensen wilden onderzoek doen naar Roerichs achtergrond, ze vermoedden dat hij Mongools bloed door de aderen had stromen, zo'n actieve rol speelde hij in de bouw ervan. Volgens Nikolaj waren de grootste kunstenaars en meesters te vinden geweest in het hoofdkwartier van de Tataarse kans in Azië.
Rjorich werd tot directeur van de Society for the Encouragement of the Arts gepromoveerd, die 63 leraren en 2000 studenten had. Het was een van de grootste academies van Rusland. Hij behoorde tevens tot de Society for the Protection and Preservation of Monuments of art and Antiquity in Russia, de Reims Academy, de Vienna Secession en de Paris Salon.

## Artiest

### Schilder en archeoloog

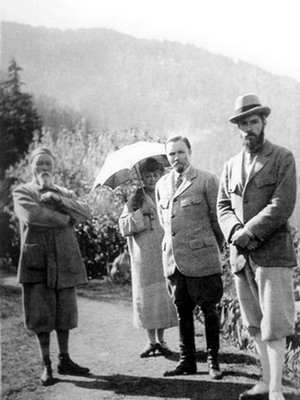
Nikolaj, Helena, Joeri en Svetoslav Rjorich

In zijn beginperiode schilderde Rjorich veelal in oudere schildergenres en maakte hij onder meer de volgende doeken: Vergadering van de ouden (1898), Weeklachten van Jaroslavs dochter (1893), Begin van Rusland – De Slaven (1896) en Idolen (1901). Het pionierswerk en een eigen stijl kwamen in deze werken tot uitdrukking, met een brede aanpak van compositie, heldere lijnen, laconisme, kleurzuiverheid en eenvoud. Op 24-jarige leeftijd, rond 1898, werd Nikolaj Rjorich assistent-redacteur van het kunsttijdschrift Isskoestvo i choedozjestvennaja promisjlennost (De kunst en kunstindustrie) en rond dezelfde tijd directeur-assistent van het Keizerlijk Kunstaanmoediging Genootschap Museum. Drie jaar later werd hij secretaris van dit genootschap.
In 1899 ontmoette hij zijn latere vrouw, de schrijfster Jelena Ivanovna Sjaposjnikova. Samen hadden ze twee kinderen: de tibetoloog Joeri Rjorich en de kunstschilder Svetoslav Rjorich.
Nikolaj Rjorich schilderde, vooral met schildersezel en palet, monumentale schilderingen als fresco's en mozaïeken en ook aan theaterdecors. Zo maakte hij werk voor Sneeuwmeisje, Per Gunt, Prinses Malen en Walküre.
Van 1903-1904 maakten Nikolaj Rjorich en zijn vrouw Helena een reis langs meer dan veertig oude Russische steden die bekend stonden om hun oude monumenten. Het doel van deze Reis door oude tijden was de studie van de wortels van de Russische cultuur. De reis bracht niet alleen een serie van in totaal negentig schetsen voort, maar ook archeologische artikelen die van grote waarde waren op het gebied van oude Russische architectuur en icoonschilderingen.

### Filosoof
Net als op veel andere Russen waren een aantal 19e-eeuwse grote Russische filosofen van grote invloed op het leven en werk van Rjorich. Onder meer Vladimir Solovjov, Sergej Troebetskoj, Vasili Rozanov, Pavel Florenski, Sergej Boelgakov en Nikolaj Berdjajev brachten in de Russische cultuur van die tijd een diep filosofische gedachte, gekenmerkt door een zoektocht naar de zin van het leven en ethische idealen. Hierbij waren ook oosterse culturen van bijzonder belang voor Russische intellectuelen; ook Rjorich bestudeerde in zijn zoektocht naar universele waarden naast Russische filosofie ook oosterse filosofie, zoals het werk van de grote Indiase denkers Ramakrishna, Vivekananda en Rabindranath Tagore.
Zijn vrouw Jelena begon in 1920, in samenwerking met een groep anonieme denkers en filosofen uit het Oosten, die in overeenstemming met de Indiase, spirituele traditie 'De Grote Leraren' (Mahatma's, grote zielen) werden genoemd, haar werk voor de 'Levende Ethiek Leringen' (Agni Yoga). In de eerste helft van de jaren 1930 vertaalde Jelena van het Engels naar het Russisch De Geheime Leer (1888) van de theosofe Blavatsky.

### Opkomst als kunstenaar

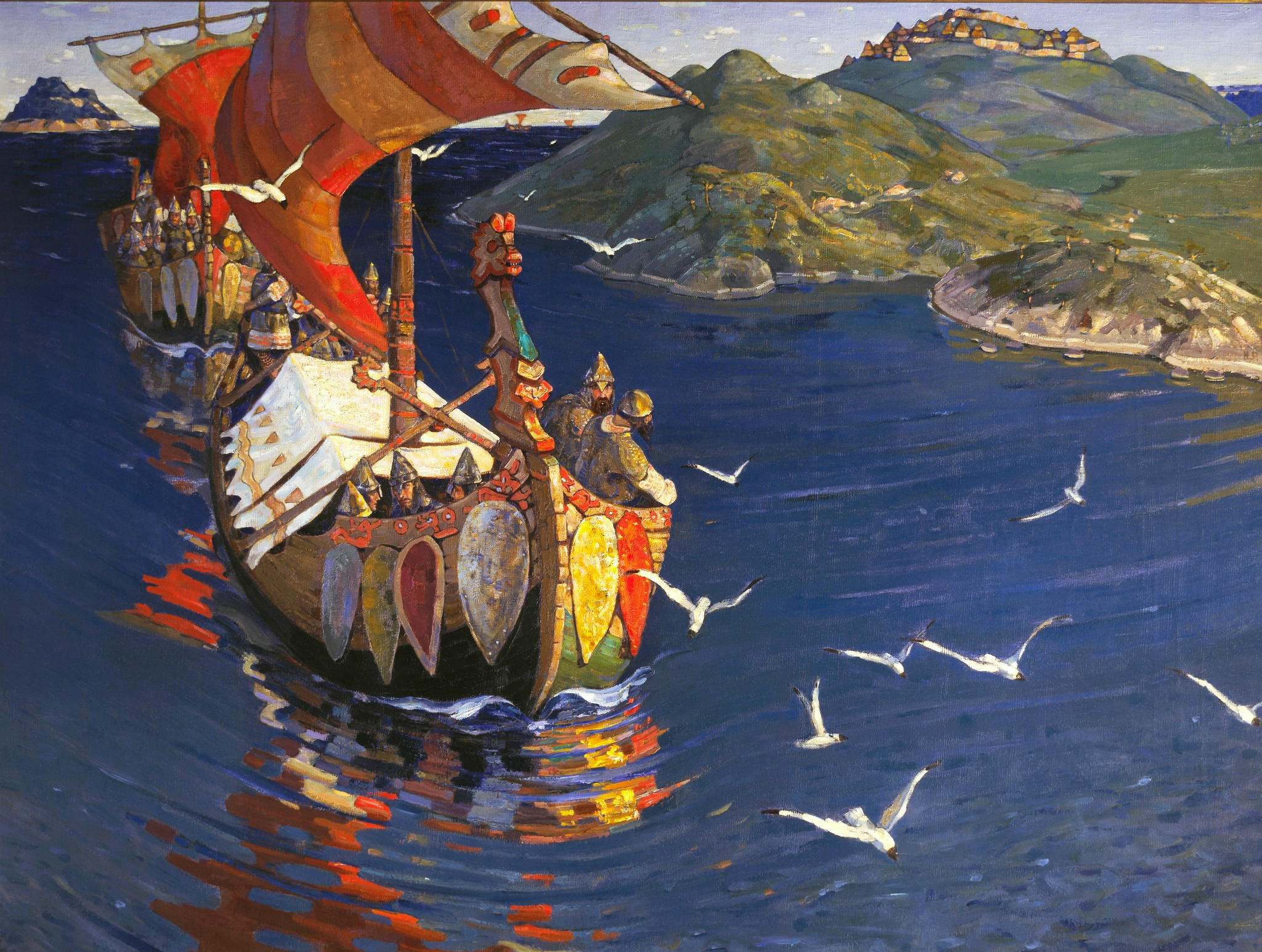
Gasten van overzee, 1901
Varjagen in Rusland

Van 1906 tot 1918 was Nikolaj Rjorich directeur van de School van het Keizerlijk Kunstaanmoedigings Genootschap en in dezelfde tijd was hij docent. In deze tijd werd zijn kunst tentoongesteld in verschillende buitenlandse steden, waaronder Parijs, Venetië, Berlijn, Rome, Brussel en Wenen. Het Museo Nazionale Romano, het Louvre en andere Europese musea kochten zijn werk.
De kennismaking met het oosterse filosofische gedachtegoed is terug te vinden in het artistieke werk van Rjorich. Aanvankelijk weerspiegelden zijn belangrijkste schilderingen eerder niet-religieuze motieven met betrekking tot Rusland en volkse heldendichten, zoals de kleurrijke werken Zij bouwden een stad, Voorteken en Gasten van overzee.
Al vanaf 1905 vertoonden veel van zijn doeken en literaire werken Indische invloed, zoals Laksjmi, Indiaas pad, Krisjna en Indiase dromen. Als kunstenaar zocht Rjorich naar de overeenkomstige oorsprong van de Russische en Indiase cultuur.
In 1909 werd Rjorich gekozen tot lid van de Russische Academie en van de Academie van Reims in Frankrijk. In 1910 kreeg hij de leiding van het artistiek genootschap Wereld van de kunst, waarvan onder meer Alexandre Benois, Léon Bakst, Igor Grabar, Valentin Serov, Koezma Petrov-Vodkin, Boris Koestodiev, Anna Ostro-oemova-Lebedeva, Ivan Bilibin en Zinaida Serebriakova lid waren.
Vanwege longproblemen verhuisde hij in 1916 met zijn gezin naar Serdobol aan het Ladogameer, dat toen deel uitmaakte van Finland. De korte afstand naar Sint-Petersburg stelde hem in staat deel te nemen aan de activiteiten van de School van het Keizerlijk Kunstaanmoedigings Genootschap.

## Exposities en wereldreizen sinds de februarirevolutie

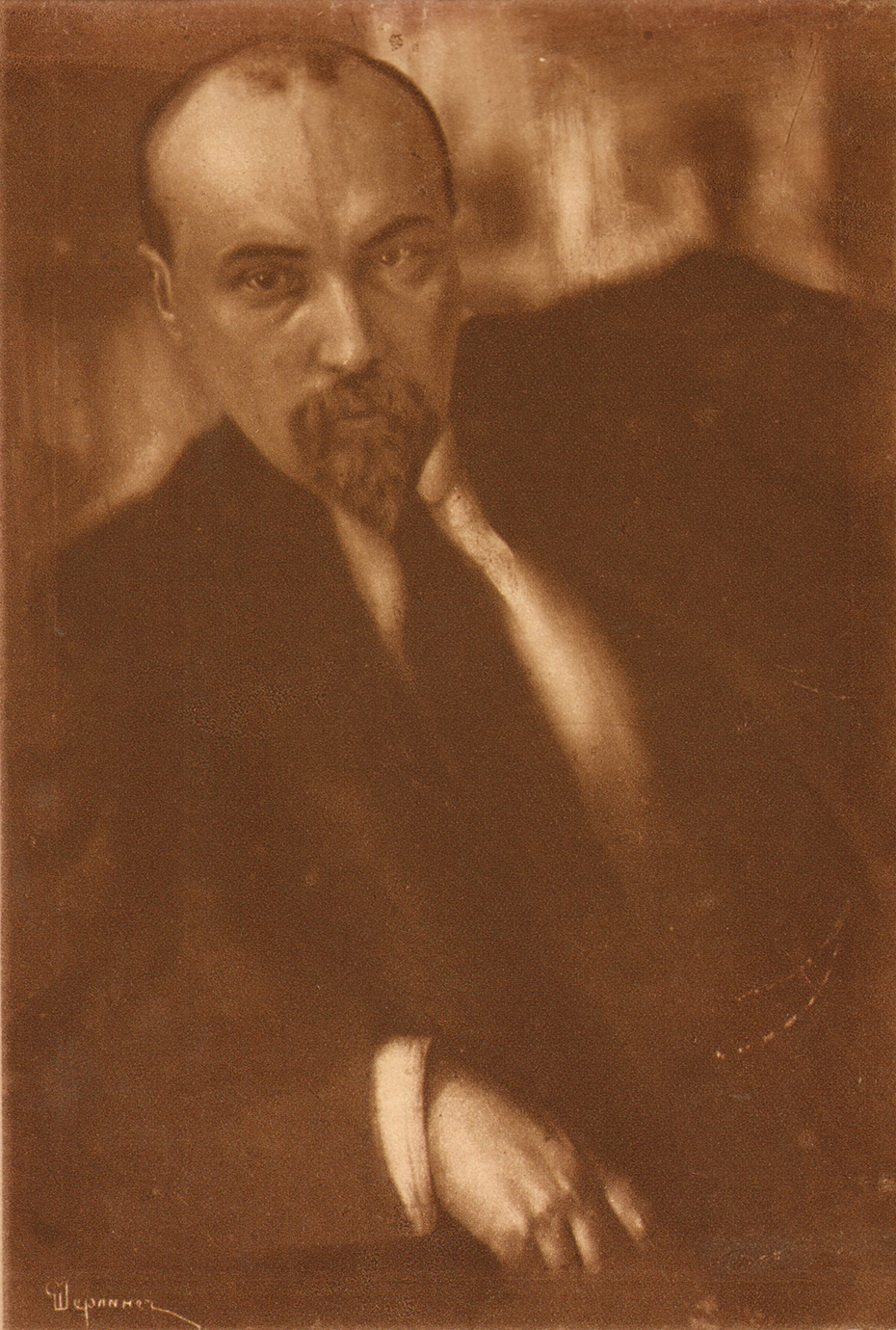
Nicholas Roerich, 1916

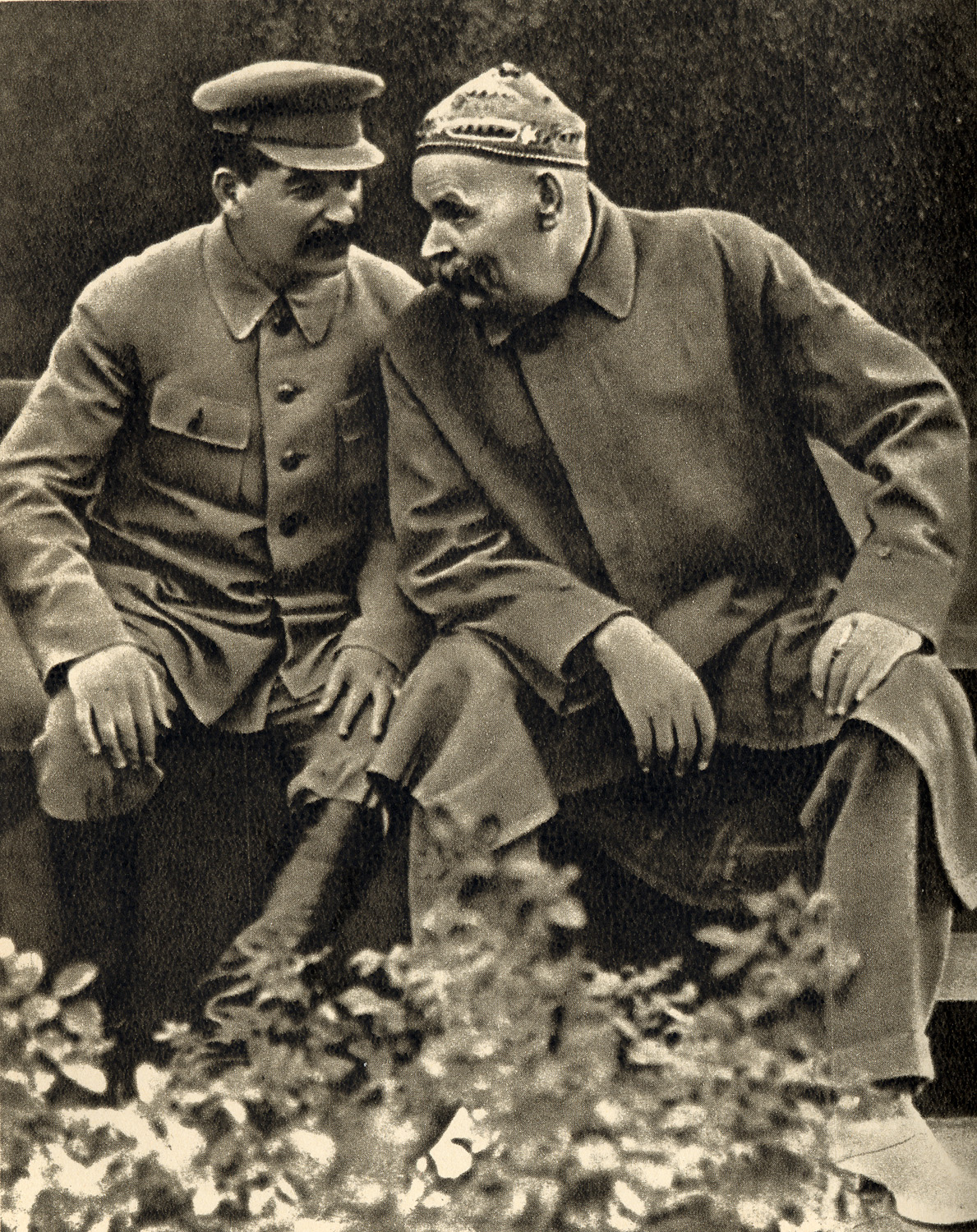
Jozef Stalin en Maksim Gorki

Rjorich werd een positie aangeboden in de voorgestelde bolsjewistische regering en 'vanuit idealistisch en theoretisch perspectief zag hij met vele anderen veel overeenkomsten tussen het communisme en boeddhisme: beiden wilden het leven van de massa's optillen en verbeteren.' Maar tegelijkertijd vreesde Rjorich dat zo'n positie hem zijn artistieke vrijheid zou kosten. Zijn doktoren adviseerden hem de stadslucht te ontvluchten en frisse, koude lucht in te ademen. Daarom huurden ze een huis bij de Finse grens bij het Ladogameer. Op 17 december 1916 verhuisden ze naar Finland met hun twee zonen. Om niet de indruk te wekken dat ze voor altijd het land verlieten, lieten ze veel spullen achter. Nog enige tijd kon Rjorich terugkeren om te werken voor de Academie.
Net na de februarirevolutie in maart 1917 nodigde Maksim Gorki, schrijver en latere protegé van Jozef Stalin, een groep schrijvers, schilders en acteurs uit in zijn appartement, onder wie Nikolaj Rjorich, Alexandre Benois, Ivan Bilibin, Mstislav Doboezjinski, Koezma Petrov-Vodkin, Vladimir Sjtsjoeko en Fjodor Sjaljapin. Tijdens deze bijeenkomst richtten ze een comité voor kunstzaken op met Gorki als voorzitter en Benois en Rjorich als vicevoorzitters. Het comité onderzocht de kwesties van kunstontwikkeling in Rusland en de bescherming van oude relikwieën en monumenten

### Europa en de VS
Het tijdschrift Mir Iskoesstva was opgericht in 1904, maar werd in 1910 gereorganiseerd met Rjorich als voorzitter. In 1911 verzamelde hij Russische talenten en nam hen mee naar Parijs als de Ballets Russes. Het doel was om zo Russische muziek, choreografie en schilderkunst aan Europa te tonen.
In 1913 ontwierp Rjorich voor Serge Diaghilevs Ballets Russes de decors en kostuums voor het ballet Le Sacre du printemps van componist Igor Stravinsky en choreograaf Vaslav Nijinsky, dat op 29 mei 1913 in het Théâtre des Champs-Élysées te Parijs een tumultueuze première beleefde. Volgens Rjorich 'het moment waarop de moderne kunst zich bevrijdde van conventie en oppervlakkigheid'.
Na de revolutie sloot het onafhankelijk geworden Finland in mei 1918 de grenzen met Rusland en Rjorich en zijn gezin werden van het moederland afgesloten. De Rjorichs onderzochten theosofische en boeddhistische leringen, experimenteerden en ontwikkelden hun 'spirituele wapenrusting'. Het plan ontstond naar India te gaan op zoek naar verborgen kennis en de meesters (mahatma's) te vinden, maar ze hadden niet de juiste papieren en niet voldoende financiële middelen. In 1919 ontving hij een uitnodiging van Zweden voor een expositie in Stockholm en reisde hij vervolgens met exposities door de Scandinavische landen.
In de herfst van datzelfde jaar ging hij op uitnodiging van Sir Thomas Beecham, die de Engelse opera ondersteunde, en met hulp van Diaghilev naar Londen. Hier ontwierp hij decors in Covent Garden voor opera's van Modest Moessorgski en Aleksander Borodin. Een schilderijententoonstelling in Londen was een groot succes.

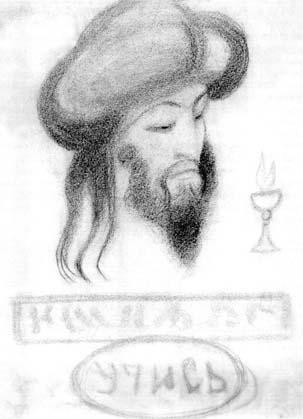
Portret van Allal-Ming, waarvan de Rjorichs veronderstelden dat hij Meester 'Morya' was, door Nikolaj Rjorich, 'automatisch schrift', met ernaast een 'vlammende kelk', 1920

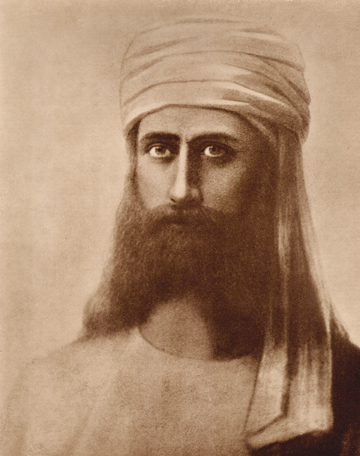
Portret van Meester Morya, door Hermann Schmiechen, 1884

Op een dag kwamen de Rjorichs een groep Indiase mannen tegen op Bond street en de langste man herkenden ze als 'Meester Morya', die hen 's avonds zou hebben bezocht in hun studio flat in Queen's Gate Terrace. In maart 1920 volgden 'gedachte transmissies of communicaties' (chanelling): in het begin ontvingen beiden berichten van 'Morya', later ging alleen Helena hiermee verder. De transmissies werden in de volgende jaren verzameld en in boeken uitgegeven als de Agni Yoga leringen.
Nikolaj ontmoette in Londen Vladimir Sjibajev, net als hem een theosoof. Sjibajev kwam uit Riga in het gouvernement Lijfland, net als Rjorichs vader. Sjibajev zou later Nikolajs secretaris worden.
In 1920 ontving Rjorich een uitnodiging van schilder en verzamelaar Robert Harshe, de toekomstige directeur van het Chicago Institute of Arts voor een grote expositietour langs dertig steden in de Verenigde Staten met 115 schilderijen, te beginnen in new York. In de tussentijd maakte hij hier onder meer de series Sancta, New Mexico, Oceaansuite en Dromen van wijsheid.
Tickets voor India werden ingewisseld voor Amerika, toen Beecham's Opera Company aan de grond liep en er geen middelen waren om door India te reizen. Op 3 oktober 1920 kwamen ze aan in New York. Frances R. Grant, een muziekcriticus, die schreef over de Ballets Russes, en een kennis was van Adolph Bolm, een van de dansers, kwam met de Rjorichs in contact. Na de tentoonstelling in de Kingore Gallery in Fifth Avenue in december, kwam ze bij de Rjorichs op bezoek en kreeg ze een boodschap van Jelena's Meester. Ze bracht hen in contact met Sina en Maurice Lichtmann, Russische pianisten met hun eigen Lichtmann Piano Institute. Het plan rees om een Master school of United Arts op te richten. Ze kwamen samen in augustus 1921 in Santa Fe in New Mexico. Rjorich ontmoette er de archeoloog Edgar L. Hewitt, die betrokken was bij de opgravingen van Amerika's prehistorische, inheemse bevolking in het Zuidwesten. De zonen gingen naar de Harvard-universiteit. De Rjorichs reisden door naar San Francisco in Californië voor de rondreizende schilderijententoonstelling. Er werden weinig schilderijen verkocht en de Rjorichs verkeerden in financiële nood. De Masterschool of United Arts, die samenging met de Lichtmann Piano Institute, begon 17 november 1921 en op 22 januari was de openingsnacht. In de lente van 1922 kwamen Louis en Nettie Horch, kennissen van Grant, van Californië naar New York. Wegens slechte gezondheid had Louis Horch zich teruggetrokken uit de 'Wall Street firm of Horch and Rosenthal' en met zijn praktische en financiële expertise werd hij lid van de groep. Hiermee waren de financiële zorgen voor de Rjorichs voorbij.
De Horches vergezelden de Rjorichs naar Europa. Svetoslav moest zijn opleiding afmaken. Joeri studeerde af aan de Sorbonne's School of Oriental Languages met een 'master's degree' in Indiase filosofie. In Parijs ontmoetten ze George Grebenstchikoff en zijn vrouw, die de uitgeverij Alatas wilden opzetten en met Rjorichs hulp werd binnen een paar maanden Alatas in New York geopend. Alatas publiceerde de Russische edities van Rjorichs boeken Heart of Asia en Abode of Light. De Rjorichs reisden door naar India. Ze gingen scheep in Marseille op 17 november 1923.
Het Instituut had zeven aandeelhouders: de Rjorichs, de Horches, de Lichtmanns en Grant. Louis Horch werd tot voorzitter en penningmeester van het 'Master Institue' verkozen. 310 Riverside Drive in Manhattan en het huis ernaast werden aangekocht en verenigd voor de grote kunstcollectie van het museum, voor de klassen en 'Corona Mundi'.
In november 1923, toen de Horches terug waren, werd het Nikolaj Rjorich Museum geopend in New York.

### India
Tijdens de reis naar India in 1923 bleven de Rjorichs drie dagen in Egypte om de Sfinx en de piramiden te zien. Ze waren uitgenodigd om in Adyar in India Krishnamurti (1895-1986) te ontmoeten, die door velen in de Theosophical Society als de nieuwe Messiah werd gezien. Maar er was zoveel schandaal (om Leadbeater) en verwarring, die bijna tot de vernietiging van de Society leidden, terwijl Krishnamurti twijfelde over zijn identiteit en taken, dat van een ontmoeting werd afgezien en de Rjorichs in Mumbai aan land gingen. De reis ging verder per spoor naar Calcutta en Darjeeling. Ze bezochten Fatehpur Sikri, de stad die door Akbar de Grote was gebouwd. Akbar zou een eerdere incarnatie van Meester Morya zijn geweest. Akbar stichtte de tempel van Universele Kennis en had geprobeerd een nieuwe religie te creëren uit het beste van hindoeïsme, islam, zoroastrianisme, judaïsme en christendom. In het westen van Dekan bezochten ze de Ajanta-grotten en daarna de Ellora-grotten. Rjorich speculeerde er over verborgen, onderaardse gangen.
Toen ze in december 1923 in Sikkim aankwamen vonden ze een huis om in te wonen: Talai-Pho-Brang, in Darjeeling, waar de 13e Dalai lama drie jaar had gewoond, toen hij 14 jaar eerder op de vlucht was voor de Chinezen. Laden-La, een generaal van het Tibetaanse leger en Lama M. Mingyur, 'een bekende onderzoeker van de Tibetaanse literatuur en onderwijzer van de meeste Europese tibetologen', voegden zich bij hen. In deze tijd, na jaren van conflict tussen de Dalai lama en de Panchen lama, was de laatste naar China gevlucht en de regering van Lhasa zocht overal naar hem. Volgens de oude voorspelling zou 'de tijd van Shambhala aanbreken nadat veel verschrikkelijke oorlogen landen hadden verwoest, veel tronen waren gevallen, veel aardbevingen zich hadden voorgedaan en de Panchen lama zijn plek had verlaten'. Er werd gedacht dat die tijd van de voorspelling gekomen was. Ook de Rimpoche van Chumbi (Zuid-Tibet) bezocht hen in Talai-Pho-Brang en Lady Lytton, de echtgenote van de viceroy en optredend gouverneur-generaal van India, alsmede luitenant kolonel F.M. Bailey, de British political officer in Sikkim. Bailey verdacht Rjorich ervan een communist te zijn. Toen Rjorich officiële documenten en visa's probeerde te krijgen om verschillende landen te mogen doorkruisen, waren er veel problemen. Rjorich wist niet dat dat te danken was aan Bailey's tussenkomst. Ten slotte reisde Nikolaj met zijn zonen terug naar New York om zaken op te lossen. Na een maand reisde hij met Joeri naar Europa en bezocht de Sovjet consul in Duitsland en ontmoette daarna Vladimir Sjibajev, een jonge theosoof uit Riga, in Saint Moritz in Zwitserland. Met Sjibajev, die zijn secretaris werd, en Joeri, reisde Nikolaj over Egypte en Sri Lanka naar Chennai om het hoofdkwartier van de Theosophical Society in Adyar te bezoeken. Daarna ging de reis door naar Darjeeling.

### Centraal-Azië Expeditie 1925-1929
Door de verkoop van schilderijen, de opbrengsten van theaterwerk, publicatie van talrijke artikelen en de winst van de activiteiten van Amerikaanse culturele en verlichtingsorganisaties ging het Rjorich financieel voor de wind. Deze opbrengsten stelden hem in staat in 1923 een wetenschappelijke expeditie naar Centraal-Azië te ondernemen.
Naar aanleiding van de reis werd er archeologisch en etnografisch onderzoek uitgevoerd, kwamen tientallen nieuwe bergpieken en passen op de kaart, werden zeldzame manuscripten gevonden, taalkundige en folkloristische werken verzameld en beschrijvingen gemaakt van lokale gebruiken. Tijdens de expeditie schreef hij Hart van Azië (1929) en Altai Himalaya en schilderde hij rond vijfhonderd schilderijen.
Op 2 december 1923 kwamen hij en zijn familie aan in India. Dit gebied had niet alleen aantrekkingskracht voor hem als schilder, maar ook als wetenschapper die geïnteresseerd was in een aantal problemen die gerelateerd waren aan oude volksverhuizingen over de wereld en in de zoektocht naar overeenkomsten tussen Slavische en Indiase culturen.
Van 1924 tot 1928 reisde hij over moeilijk begaanbaar terrein door Sikkim, Kashmir, Ladakh, China (Sinkiang), Rusland (Moskou en Siberië), Altaj, Mongolië, Tibet en nog niet bestudeerde gebieden in de Trans-Himalaya. Zijn verwerkelijking van het streven van Nikolaj Przewalski en Pjotr Kozlov werd beschouwd als een triomf van Russische veldstudie in Centraal-Azië; in termen van de unieke reisbeschrijving en de verzamelde materialen staat het bekend als een belangrijke expeditie van de 20e eeuw.

#### Kasjmir
Op 6 maart 1925 reisden ze per trein van Darjeeling terug naar Calcutta en vandaar door Noord India naar Srinagar in Kasjmir. De expeditie reisde onder de Amerikaanse vlag. In Srinagar werd alles wat nodig was voor de expeditie ingeslagen. De Kalmuk Lama Lobzang en Tsai Han-chen, die een confuciaan in de tachtig en officier in het Chinese leger was, werden ingehuurd en een gids, drijvers, dragers en pakdieren. Joeri was de woordvoerder van de expeditie en hield alles in orde. Hij had onder meer Tibetaanse dialecten gestudeerd, zodat hij met mensen onderweg kon spreken en de Kalachakra later in de originele taal kon lezen.

#### Ladakh

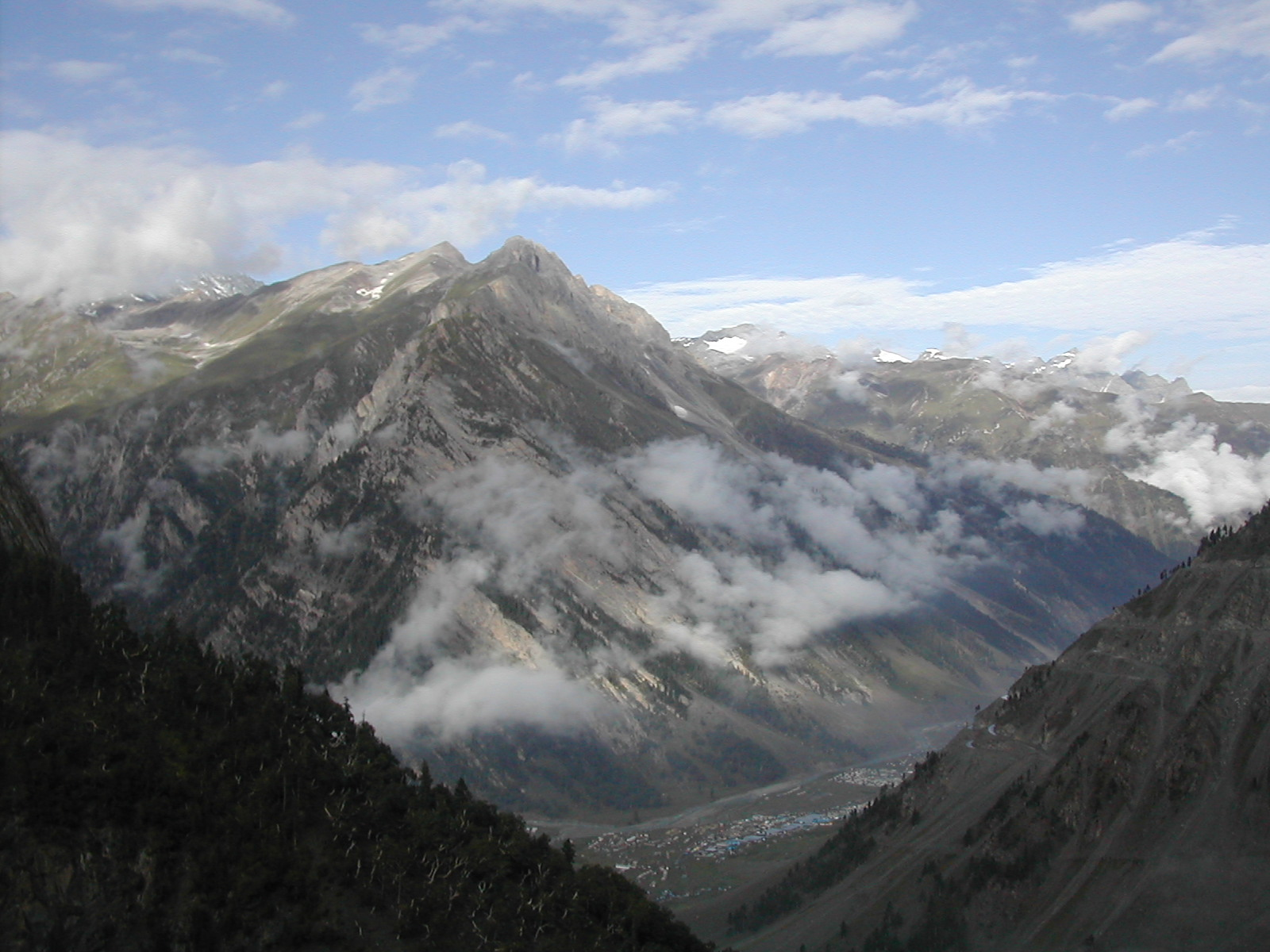
Uitzicht van Zoji La

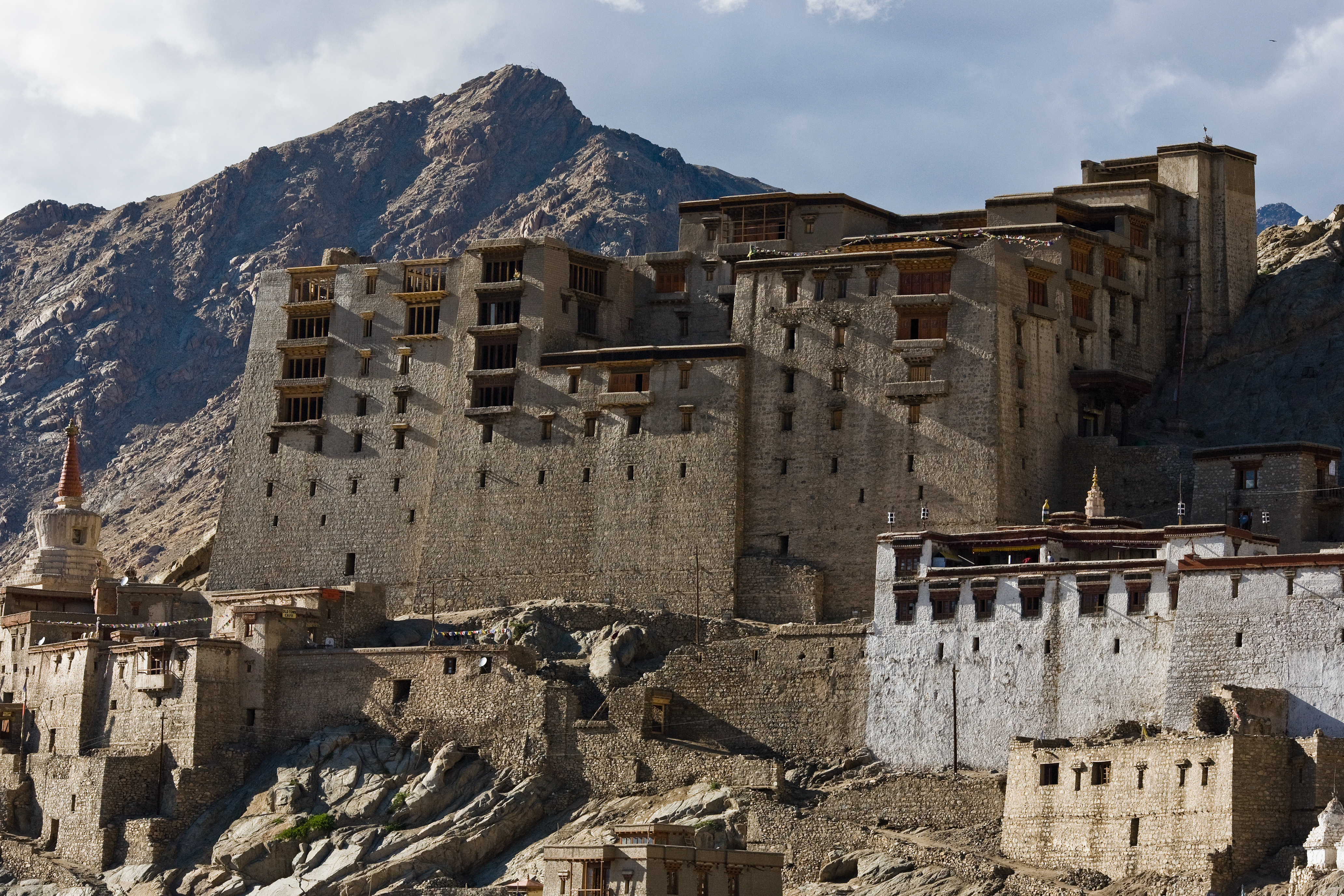
Het paleis van Leh

Op 15 april 1925 verhuisden ze naar Gulmarg, waar ze toestemming kregen van de Britse koloniale regering om Tibet te bezoeken. De reis ging via de Zoji La pas naar Dras in Ladakh. Nikolaj Rjorich kwam stenen steles tegen met de afbeelding van een ruiter op een wit paard en op rotsen tekeningen van herten, berggeiten met gedraaide horens en paarden. Kennis van het gebied had Nikolaj van missionaris A.H. Franckes A History of Western Tibet en Antiquities of Indian Tibet. Rjorich hield van verhalen over verborgen mensen en plaatsen. Hij herinnerde zich de Centraal Aziatische legende van Agarti, een gezegend, mysterieus volk dat onder de aarde leefde en het Russische verhaal over de Tsjoed, die ondergronds gingen om aan de vervolging van kwaadaardige machten te ontsnappen. Ze bezochten het Lamayuru klooster, een sterkte van de Bon-po 'soms het Zwarte geloof genoemd – vereerders van de goden van Svastika, van wie de oude wortels een mysterie blijven.' Via de Indusvallei werd Basgo bereikt, waar zich het oude paleis, een van de oudste kloosters van Ladakh en een oude, koninklijke bibliotheek bevonden. Zeventien mijl voor Leh had Jelena Rjorich een 'vlam' in haar tent, op die hoogte een elektrisch fenomeen, dat onschuldig bleek.

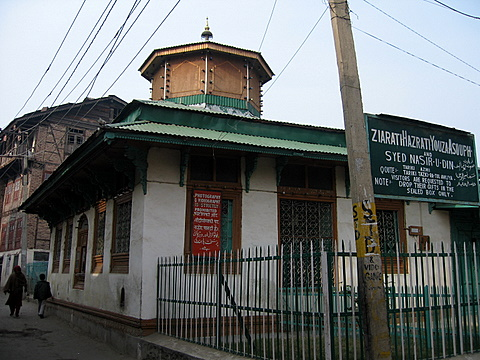
Roza Bal (plaats van de tombe), schrijn van Yuzasaf of Yuz Asaf (Youza Asouph), Srinagar, Kasjmir, India. Mirza Ghulam Ahmad, stichter van de Ahmadiyya beweging, verkondigde in 1899 dat dit de tombe van Jezus was.

Leh was de residentie van de Maharadjas van Ladakh met paleis uit 1620, dat acht verdiepingen had. Ze ontmoetten de voormalige koning van Ladakh, die hen in zijn zomerpaleis uitnodigde om te verblijven. Er was een huistempel gewijd aan Dukkar, de 'Moeder van de Wereld'.
In het Hemis klooster bij Leh (Ladakh) vonden en zagen ze, naar eigen zeggen, de Notovitch manuscripten, de 'lang verloren manuscripten over Jezus (Issa)'. Jezus zou, in zijn jonge jaren waarover niets over hem bekend is, in India en Tibet hebben gereisd en na zijn kruisiging zou hij zijn genezen door zijn leerlingen, naar het Oosten zijn gebracht en daar zijn gestorven. Zijn tombe zou in Srinagar liggen en die van zijn moeder Maria in Kashgar.
Een Mongoolse lama meldde dat de heldhaftige vlucht van de Panchen lama was geslaagd. Volgens de profetie zou nu Shambhala komen. Volgens de oude koning had Issa (Jezus) vanaf de hoge terrassen van Leh gepreekt en had er volgens een legende in Leh een 'groots en zeer oud gebouw' gestaan. De stenen ervan waren voor stoepa's gebruikt en de stoepa's waren inmiddels vergaan. In Leh kwamen nieuwe paarden en manschappen voor de karavaan. Twee onder hen waren zeer ervaren en hadden nog dienstgedaan onder dr. Sven Hedin, tijdens diens expeditie van 1907-8. Ze moesten over de Kunlun-bergen, volgens de Chinese traditie de 'Verblijfplaats van de Onsterfelijken' en de Karakorum keten. Vanaf het Sandoling klooster werden ze begeleid door de Russisch sprekende Lama Shak-Ju.

#### Taklamakan
Ze bereikten de Taklamakan-woestijn (Tarimbekken) met in het noorden de Tien Shan, het zuiden de Kunlun en het westen de Pamir.
Ondanks verschillende paspoorten en officiële aanbevelingen werd de karavaan vier maanden vastgehouden in Khotan door de Tao-tai (gouverneur), berucht om zijn haat jegens alle 'buitenlandse duivels'. De Tao-tai beschuldigde hen ervan valse paspoorten te hebben, verdacht hen van spionage, liet hun bezit doorzoeken, nam hun wapens in bezit, verbood ieder wetenschappelijk onderzoek, als wel fotografie en tekenen buitenshuis en ze mochten niet vertrekken. Roerich merkte op: 'Als we de helft hadden geweten van de werkelijkheid [in Sinkiang, Chinees Turkestan], zouden we nooit door China zijn verder gereisd.' De Britse consul in Kashgar, Major Gillan, 'spion in de 'Great Game' ', wist er uiteindelijk voor te zorgen dat de reis kon worden voortgezet.
Een gewapende escorte begeleidde hen naar Ürümchi. In februari 1926 kwamen ze aan in Yarkand. Nikolaj ontdekte door niet diep te graven de resten van bomen, wat er op wees dat er vroeger bossen waren. Daarna bereikten ze Kashgar. In het oudste gedeelte van Kashgar zagen ze de overblijfselen van een grote stoepa. Het was ooit een boeddhistisch centrum en er waren boeddhistische grotten te vinden. Zes mijl buiten de stad was de Miriam Mazar, waarvan werd geloofd dat het de tombe was van Maria. De weg leidde vervolgens van Kashgar naar Aksu, Kucha en de dorpen van de Kalmukken. De ovale vorm van de Taklamakan-woestijn, omgeven door bergketens, leek erg op de Tibetaanse beschrijving van Shambhala. De kleine vorstendommen rond het Tarimbekken zouden de 96 vorstendommen van de buitenregio van Shambhala kunnen zijn. Er waren legenden van onderaardse gangen, irrigatiekanalen en steden. De familie ontmoette de hoofdprins van de Karashahr-Kalmukken, de Toin Lama en sprak met hem over Shambhala en de Gezegende Rigden Jyepo. De Chinese magistraat van Karashahr gaf geen toestemming om via de bergen van Tien Shan Ürümchi te bereiken en dus moesten ze via de hete woestijn verder. Ze konden daardoor niet de kloosters in de bergen bezoeken, zoals de Tai Miao Tempel. Er werd besloten niet naar Peking te reizen, maar de plannen te veranderen en naar Moskou te gaan. Ze vroegen hun vriend Aleksandr Bystrov, de Soviet-consul in Ürümchi, om transitvisa's. Ze legden uit dat ze op een missie waren voor de mahatma's, die een boeddhistische federatie zouden willen creëren. Daarna zouden ze naar Mongolië gaan om contact op te nemen met de Panchen lama. Toen ze de paspoorten kregen konden ze eindelijk Chinees Turkestan verlaten. Volgens Nikolaj hadden ze er zich gevoeld als gevangenen, die aan een stel rovers waren ontsnapt. Een van de oorspronkelijke doelstellingen van de expeditie was graven en andere overblijfselen van de nomadische cultuur vastleggen langs de noordelijke uitlopers van de Tien Shan, de Jair bergen en de Altai, die nog niet door archeologische expedities waren vastgesteld. Rjorich kwam er echter achter dat de oude handelswegen al zo waren opgegraven en geplunderd dat de kans klein was er iets te vinden. Dat gold niet voor de steppen van Rusland vanaf Ürümchi, langs de grens van Dzoengarije en Mongolië, waar veel grafheuvels lagen. De familie wilde zo snel mogelijk de Siberische grens bereiken en reisden 's nachts om de hitte zoveel mogelijk te vermijden. Ze kwamen overal sites van graven tegen, sommige omgeven door grote steencirkels. Op 1 juni 1926 scheepten ze zich in aan boord van de Lobkov, die hen over de Irtysh rivier vervoerde. Op 13 juni 1926 waren ze in Moskou.

#### Moskou
Vladimir Sjibajev, Nikolajs secretaris, had vóór hun aankomst al gecorrespondeerd om te zien of het mogelijk was Roerichs kunst- en antiquiteitenverzameling terug te krijgen, tevergeefs. Volgens Drayer waren er personen in de top van de Russische overheid die boeddhisten waren of betrokken bij spirituele organisaties als de vrijmetselarij of rozenkruizers en zouden er met de steun van de lama Dorzhiev plannen zijn om Tibet te beïnvloeden en er een Rood boeddhisme van te maken.
Roerich was het nieuwe regime eerder niet hartelijk tegemoetgetreden. Hij schreef in 1919 het artikel Violaters of Art (kunstschenders), dat was gepubliceerd door het Russisch Bevrijdings Comité in Londen, waarin hij de Bolsjewieken met Judas Iscariot, de verrader van Jezus, vergeleek:
'Vulgariteit en schijnheiligheid. Verraad en omkoping, de verwringing van alle heilige concepten van de mensheid. Dat is bolsjewisme. Het schaamteloze monster dat de mensheid misleidt. (..) Alleen een zwak oog zal niet kunnen zien dat de glans vals is en dat de wereld en de werkelijke spirituele cultuur in de glans ten onder gaan.'
Toch hadden de Rjorichs nog vrienden in Rusland en ze kwamen nu met een heel andere boodschap, van Meester 'Morya':
'In de Himalaya's weten we wat jullie bereiken. Jullie schaften de kerk af, die een broedplaats was voor leugens en bijgeloof. Jullie vernietigden de bourgeoisie die vertegenwoordigers waren geworden van vooroordeel. Jullie braken de gevangenissen van educatie af. Jullie vernietigden de schijnheilige familie. Jullie zetten het leger af, dat als over slaven had geheerst. Jullie verpletterden de spinnen van hebzucht. Jullie sloten de nachtelijke schuilplaatsen van moordenaars. Jullie bevrijdden het land van rijke verraders. Jullie herkenden dat religie de lering is van universele materie. Jullie herkenden de onbeduidendheid van privaat bezit. Jullie voorzagen de evolutie van de gemeenschap. Jullie wezen op het belang van kennis. Jullie bogen voor schoonheid. Jullie brachten de gehele macht van de Kosmos naar de kinderen. Jullie openden de vensters van de paleizen. Jullie zagen de noodzaak huizen te bouwen voor het Algemeen Welzijn. Wij stopten de opstand in India omdat zij voortijdig was; maar Wij herkenden de tijdloosheid van jullie beweging, en Wij sturen jullie allen onze hulp en bevestigen de Eenheid van Azië.'
De Rjorichs werden verwelkomd door Georgi Tsjitsjerin, Volkscommissaris van Buitenlandse Zaken en Nikolajs oude schoolvriendAnatoli Loenatsjarski, Commissaris van Educatie en anderen, waaronder Lenins vrouw Nadezjda Kroepskaja. Een klein kistje met aarde van de Himalaya werd aan Tsjitserin ten geschenke gegeven om op het graf van Mahatma Lenin te plaatsen. Nikolaj liet Loenatsjarski zijn Maitreya-serie en het schilderij De Tijd is Gekomen zien. Hij kwam ook met voorstellen voor handel. Hij had in 1924 de Beluha Corporatie opgericht om handelsbetrekkingen met de Sovjets op te zetten. Tijdens zijn reis was hij rijke natuurlijke bronnen tegengekomen, die konden worden geëxploreerd: hout, kool, olie, ertsen, metalen, mineralen. Daar werd in 1927 de Ur Corporatie aan toegevoegd, met het oog op het 'Nieuwe Land'. De corporaties werden geen succes. Hij besprak in Rusland ook de mogelijkheden van mijnbouw in Siberië. Ze ontvingen een negatieve pers. Volgens Pravda zou Rjorich Sovjetpaspoorten en wapens krijgen voor een twee jaar durende wetenschappelijke expeditie naar Tibet. Toen Nikolaj en zijn zoon Joeri in de ontvangstkamer van de Tsjeka zaten om het hoofd Felix Dzerzjinski te ontmoeten, stierf Dzerzjinski plotseling in zijn kantoor. De Rjorichs en Lichtmanns vertrokken toen, na twee maanden in Moskou, naar het Altaj-gebergte.

#### Altai
De Berg Beloecha, in het midden van de Katoenbergrug zou de locatie moeten worden van 'Nieuw Rusland', of Zvenigorod (stad van bellen), het boeddhistische spirituele land. Bij de Sambation en Katoen-rivier zagen ze veel grotten en botten met inscripties. Volgens Nikolaj waren deze grotten de geheime doorgangen die de 'Spirituelen van Azië' gebruikten om Tibet, het Kunlun-gebergte, Altyn Tagh, Turfan en andere plaatsen te bereiken. Landen uit het verre zuidoosten zouden in het verre verleden vanuit de Altai, met de graven van de Tsjoed en begraafplaatsen met inscripties op rotsen, Europa zijn binnengetrokken op de vlucht voor oprukkend ijs of zand. Daarom zou de Altai een belangrijke rol hebben gespeeld in de migraties van naties. De Rjorichs verbleven in de Altai in het huis van de wijze Vachramej Semjonovitsj Atamanov, een oud-gelovige, maar er werd nooit doorgegeven wat ze van hem leerden. De Tsjoed waren een legendarische stam, die ondergronds zouden zijn gegaan. Voor hun grot formeerden stenen een cirkel en zowel bij de Karakorampas als bij Khotan was het de Rjorichs opgevallen dat de ruimte onder de paardenhoeven hol klonk, alsof er onderaardse gangen waren. In dit verdwenen heilige volk werd in heel Azië geloofd. Leden van het onder de aarde verdwenen volk kwamen slechts zelden naar boven en verschenen dan in de bazaar met oude munten.

#### Gobi
Van de Altai trokken de Rjorichs naar de Buriat Republiek en vandaar ging de reis met auto's verder naar Oerga (Ulan Bator) in Mongolië. Ze bezochten er het Ganden-klooster en de staatsbibliotheek met de Kanjur en Tanjur. Nikolaj schonk de regering een schilderij van Rigden Jyepo, de heerser van Shambhala. De Lichtmanns reisden naar Amerika en kwamen terug met voorraden om de zoektocht 23 april 1927 voort te zetten naar toekomstig artistiek en wetenschappelijk werk en Shambhala. Dr. Rjabinin en twee kozakkenmeisjes, Loedmila en Iraida Bogdanova, reisden mee over de Gobi-woestijn. Na 12 dagen bereikten ze Yum-Beise. Vanaf de Chinese grens reisden ze per kameel. Op 1 juni 1927 zetten ze hun kamp op aan de oevers van de Shih-pao-ch'ang en vervolgens in de Sharagolji vallei in de Nanshan-bergen en de heuvels van Ulan Davan. Ze moesten wachten op het juiste seizoen voor de kameelkaravanen. Er werd voor Shambhala een suburgan opgericht (24 juli 1927). Kolonel N.V. Kordasjevski, een oude vriend van de Rjorichs, die uit Peking kwam, voegde zich bij de groep. Op 28 juli verwoestte een vloed een deel van hun spullen. Op 5 augustus zagen ze een grote ovaal, glimmend en met grote snelheid, aan de hemel. Volgens de lama die hen begeleidde was het een goed teken: 'Rigden Jyepo bewaakt ons!' Ze kwamen in het 'verboden land van Shambhala', waar alleen de Rjorichs verder trokken en twee dagen verbleven. Op 19 augustus 1927 vertrokken ze naar de zoutwoestijn van Tsaidam. Mongolen vertelden over karavanen die in het zand verdwaalden en over begraven steden. Ze kwamen aan de grens van Tibet.

#### Tibet
De expeditie trok 21 dagen door het noorden van Tibet tot ze op Kamp Yatung stuitten, een buitenpost van de Tibetaanse militia. De leider controleerde de paspoorten, die door een Tibetaanse beambte was uitgegeven, en vroeg hen drie dagen te blijven, zodat hij contact kon opnemen met de autoriteiten. De drie dagen werden vijf maanden in zomertenten op de koudste plek van Azië, tijdens een opmerkelijk ongunstige periode in de winter. De resident van India, luitenant kolonel F.M. Bailey, bij wie de Rjorichs in april 1924 in Gangtok hadden gelogeerd en die hen in mei 1924 in Darjeeling had ontmoet, stond in contact met de ministers van Tibet. Bailey had de Tibetaanse overheid er voor gewaarschuwd, dat Rjorich een bolsjewiek, een rode Rus, was geworden en nu vanuit Rusland naar Lhasa trok. Van de 104 dieren stierven er 92, van de medereizigers stierven er 5, de lokale bevolking was verboden hen voedsel te verkopen. Op 19 januari 1928 werd er toestemming gegeven naar Nagchu te reizen en op 4 maart vertrok de expeditie naar de plaats Do-ring (met megalithische monumenten), de Chang-Thang-bergen, over de Brahmaputra en via Sikkim naar India. In de Trans-Himalaya regio van Tibet waren ze nog menhirs en cromlechs tegengekomen en graven uit het neolithicum (nieuwe steentijd). Ze zagen vrouwen met een slavische kokosjnik op het hoofd, kwamen lokale, afwijkende dialecten op het spoor en speculeerden over de eenhoorn, die tot een antilope met één hoorn zou kunnen worden herleid. Een dergelijk exemplaar zou de Britse onderzoeker Bryan Hodson hebben meegenomen. Nikolaj vond stammen uit Noord-Tibet op Europeanen lijken en geenszins op Chinezen, Mongoliërs of Hindoes. Ze kwamen op hun terugweg langs Tingri, waar Milarepa, een van Rjorichs grootste inspiratiebronnen, in de 11e eeuw als kluizenaar had geleefd. Het was voorbij met de dromen over een 'Nieuw Land' en Rjorichs bestemming om de boeddhisten wereldwijd onder de Panchen lama en zichzelf te verenigen. Twee kamelen hadden de reis overleefd en ze werden de Maharaja van Sikkim ten geschenke gegeven. In Gangtok werden ze hartelijk welkom geheten door luitenant kolonel Bailey en zijn vrouw. Op 16 mei 1928 was de reis ten einde en was de familie terug in hun huis Talai-Pho-Brang. Helena had Foundations of Buddhism en On Eastern Roads geschreven en een deel vertaald van The Mahatma Letters to A.P. Sinnett en ze voegde daar een derde boek, Community, in de serie over Agni Yoga aan toe. Het Time magazine schreef: 'In de Altai bergen, in noord Tibet, vond dr. Rjorich tombes als van de oude Gothen in Oost-Europa. Gespen op gotische wijze versierd met dubbele adelaars versterkten zijn theorie. Tibetanen vertelden hem dat het land rond Lhasa van oudsher Gotha werd genoemd.' Nikolaj schreef een brief aan de Dalai lama om te vragen waarom ze 5 maanden waren vastgehouden in verschrikkelijke omstandigheden. De Tibetaanse overheid zat met de vraag in zijn maag, was Rjorich een vertegenwoordiger van Amerika of een communist en wisselde berichten uit met de Britten in Brits-India? Buitenlanders mochten via de 'noordelijke route' Tibet beslist niet binnenkomen, was het antwoord van de Britten, maar dat moest niet per brief worden gecommuniceerd. De mahatma's werden in de Himalaya's Asara's en Kuthumpa's genoemd en wie wilde weten of ze niet gewoon een mythe waren, adviseerde Nikolaj in zijn dagboek en Heart of Asia, het boek The Reality of the Origin of the Grecian Myths van professor Zelinsky van de Universiteit van Warschau te lezen.

### Instituut van HimalajastudiesUrusvati

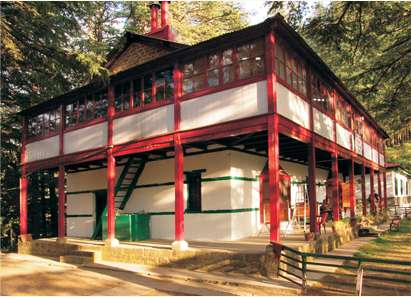
Instituut van Himalayastudies Urusvati

Na het einde van zijn expeditie in juli 1928 richtte Rjorich in de Kulluvallei in Himachal Pradesh, India, het Instituut van Himalayastudies Urusvati op, met als doel het verzamelde materiaal te classificeren en te behandelen. Urusvati is Sanskriet voor Licht van de Morgenster. In deze vallei leefde Rjorich de laatste jaren van zijn leven. Directeur van het instituut werd zijn zoon Joeri. In het instituut bevonden zich medische, zoölogische, botanische, biochemische en andere laboratoria. Veel werk werd besteed aan taalkunde en oosterse filologie, waarbij oude bronnen werden vertaald in Europese talen en halfvergeten dialecten werden bestudeerd.
Het instituut werd bezocht door specialisten en vrijwilligers die de botanische en zoölogische collecties bestudeerden. Tientallen wetenschappelijke instituten uit Azië, Europa en Amerika werkten samen en materiaal uit het instituut kwam terecht in de Universiteit van Michigan, de New York Botanical Garden, Universiteit van Punjab, het Muséum national d'histoire naturelle in Parijs, de Harvard-universiteit en de botanische tuin van de USSR Academie van Wetenschappen.
Nikolaj en Joeri reisden in 1929 naar New York. Een vierhonderd jaar oud Rajput ijzeren kistje, met goud en zilver ingelegd, met daarin heilige voorwerpen en geschriften waren al opgestuurd om te worden verzegeld in de hoeksteen van het wolkenkrabber museum, dat op de plaats kwam van de twee gebouwen van het Instituut en drie gebouwen ernaast, op de hoek van Riverside Drive en 103rd Street. De ceremonie vond op 17 oktober 1929 plaats. Enige dagen later werd Rjorich in het Witte Huis ontvangen door president Hoover. Het Departement van Internationaal Recht van de Universiteit van Parijs (Sorbonne) stelde Rjorich voor aan de Commissie voor de Nobelprijs. Zes dagen na de opening van het Master Institute was 23 oktober 1929, de dag van de Beurskrach. Daarop volgde de Depression en vrienden van het Roerich Museum, als Major Stokes, mw Lionel Sutro, mw Katherine Campbell, de hr en mw Charles Crane, hielpen financieel. In het eerste jaar bezochten meer dan 2.400.000 mensen het gebouw. Er werd veel gebruik gemaakt van de vergaderzalen. De 'New York Chapter of Rosicrucians' verplaatsten hun 'Grand Lodge' en de AMORC (Ancient Mystical Order Rosae Crucis) hun leesruimten naar het gebouw. Alle leden gaven hun steun. 'De Rozenkruisers beschouwden Rjorich als een van hen en gaven hem de eretitel "Europese Legaat van de Rozenkruiser Orde in Amerika".'
De Rjorichs hadden moeite India weer binnen te komen, omdat ze verdacht werden sympathieën te hebben voor de Sovjets. Via 'Frans India', het land van de gouverneur van Pondicherry, wisten ze alsnog India te bereiken.

### Mantsjoerische expeditie
Van 1934 tot 1935 leidde Nikolaj Rjorich een expeditie door Binnen-Mongolië, Mantsjoerije en China, die georganiseerd werd door het Amerikaanse Ministerie van Landbouw. De expeditie had als doel zaden van planten te verzamelen, om te voorkomen dat ze onder zandlagen kwamen te liggen als gevolg van ecologische kaalslag en verwoestijning door houtkap.
De expeditie bestond uit twee delen. De eerste route in 1934 ging over de bergrug van de Grote Sjingan en het Bargin-plateau. De tweede was in 1935 door de Gobi- en Ordoswoestijn en Alashan. Deze routes liepen door tegenwoordig Binnen-Mongolië. Tijdens de reis werden 300 rassen xerofyten gevonden, werden kruiden verzameld, archeologische studie verricht en belangrijke antieke manuscripten gevonden. Washington wist daarna niet wat te beginnen met de zaden en soorten planten.
Henry A. Wallace werd secretaris van landbouw onder president Franklin D. Roosevelt. Wallace was lid geworden van de Theosophical Society, zag de Depressie als een kans voor een spirituele reformatie, was een groot bewonderaar van Roerichs kunst, ideeën en principes en veelvuldig bezoeker van het Rjorich museum. Hij lobbyde voor het Roerich Peace Pact. Tijdens de 'Second International Roerich Pact Conference' in Brugge, werd de Fondation Roerich pro Pace, Arte, Scientia et Labore opgericht. Toen de aandelenmarkt verder in elkaar stortte, verloor Louis Horch een deel van zijn fortuin. In september 1934 werd Wallace Protector of the Third International Roerich Peace Banner Convention in Washington. Toen er enorme droogte heerste in het zuiden van de Great Plains kwam het plan op naar plantenzaden te zoeken, die in droge gebieden konden groeien. Frances Grant vertelde Wallace van Rjorichs verhalen over Centraal-Azië waar grassen groeiden in gebieden waar het nooit regende. Zo werd Rjorich op 16 maart 1934 leider van een expeditie die uitgezonden werd door het Departement van Landbouw. Rjorich had nog steeds de droom een leger samen te stellen, de Panchen lama in Peking te vinden en in de Altai het 'Nieuwe Land' (Nieuw Rusland, het boeddhistische spirituele land) te vestigen. Mogelijk wist Wallace van Rjorichs eigen plan. Dr. Howard G. Macmillan was hoofdbotanicus tijdens de expeditie. Nikolaj en Joeri trokken via Yokohama in Japan naar China. Japan had het land Manchukuo gevormd in drie oostelijke provincies van China, het voormalige Mantsjoerije. Manchukuo verklaarde zich autonoom op 9 maart 1932. Prins Teh (Henry Pu-yi), die op drie-jarige leeftijd als keizer Hsuan-t'ung van China op de troon was gekomen als erfgenaam van de Manchu-dynastie, was aangesteld als uitvoerend leider. Prins Teh probeerde Wangtao (de Weg van de koning, het Hemelse Mandaat) te combineren met moderne kennis en technologie en zo vrede, orde en vreugde te herstellen. Mogelijk werd Rjorich door Wallace en president Roosevelt gestuurd om meer te weten te komen over Teh's werk. De Rjorichs werden niet in Teh's paleis gehuisvest als officiële staatsgasten. De Rjorichs gingen Manchukuo binnen voor Macmillan zich bij hen had kunnen aansluiten. Ze ontmoetten elkaar niet en werkten niet samen. In de herfst van 1934 werd Macmillan teruggeroepen. Nikolajs broer Vladimir woonde in de Wit Russische gemeenschap in Harbin en ze verbleven bij hem in de winter van 1934-35. Dat leidde slechts tot onenigheid binnen de Russische gemeenschap. In Japan stond Nikolaj al tien jaar op een lijst van verdachte personen. Wallace besloot op een gegeven moment de expeditie een halt toe te roepen vanwege de politieke gevoeligheid van het gebied.

## Rjorich-pact en het Vredesvaandel

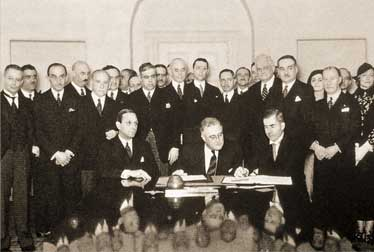
Ondertekening van het Rjorich-pact, met president Franklin Delano Roosevelt in het midden, 15 april 1935

Na de Beurskrach en Depressie verwachtten velen oorlog. In Duitsland was hoge werkloosheid en Hitler werd er steeds machtiger.
In zijn filosofische en artistieke essays ontwikkelde Rjorich een eigen concept van cultuur, gebaseerd op de ideeën van de agni yoga, ook wel Levende Ethiek genoemd. Cultuur, volgens Nikolaj Rjorich, is nauw verwant aan problemen van de kosmische evolutie van de mensheid en is gebaseerd op schoonheid en kennis. Zijn vrouw Helena schreef en Nikolaj schilderde de ideeën van de Levende Ethiek.
In 1929 stelde Rjorich samen met een doctor in internationaal recht van de Universiteit van Parijs, Georges Chklaver, een verdragsontwerp op dat was gewijd aan de bescherming van culturele waarden, het Rjorich-pact. Ze ontwierpen in lijn met het pact een symbool voor de identificatie van beschermde objecten: een Vaandel van Vrede: een witte baan met drie rode bollen in een rode cirkel. Het teken symboliseerde een eenheid van verleden, heden en toekomst in een ring van eeuwigheid. In 1929 werd Nikolaj Rjorich genomineerd voor de Nobelprijs voor zijn internationale culturele inzet en zijn initiatief tot het Rjorichpact.
In 1930 werden de tekst van het pact en de begeleidende oproep van Rjorich gestuurd aan regeringen, media en overheids-, wetenschappelijke, artistieke en educatieve instituties in de gehele wereld.
Rjorich hechtte er waarde aan dat het niet alleen voor overheidsorganen bestemd was, maar ook voor onderwijswetten en -programma's. Het pact werd door grote namen verwelkomd, onder wie Romain Rolland, Rabindranath Tagore, Albert Einstein, Thomas Mann en Herbert George Wells.
Het Rjorich-pact werd getekend in het Witte Huis in Washington D.C. op 15 april 1935, door onder anderen president Franklin Delano Roosevelt. In eerste instantie werd het pact geratificeerd door tien landen op het Amerikaanse continent in de Pan-Amerikaanse Unie en later door nog eens vijftien landen.
Verder werd het ondertekend door het Comité voor Museumzaken van de Volkenbond en in 1949 werd het aangenomen tijdens de vierde sessie van de algemene vergadering van de UNESCO, als uitgangspunt voor conferenties ter bescherming van cultureel erfgoed in gewapende conflicten. In 1954 vormde het Rjorich-pact de basis voor de Haagse Conventie voor de Bescherming van Cultuurgoed bij gewapende Conflicten. Rjorich wijdde het schilderij Madonna Oriflamma aan het pact.

## Geweerd uit zowel wolkenkrabber als Amerika

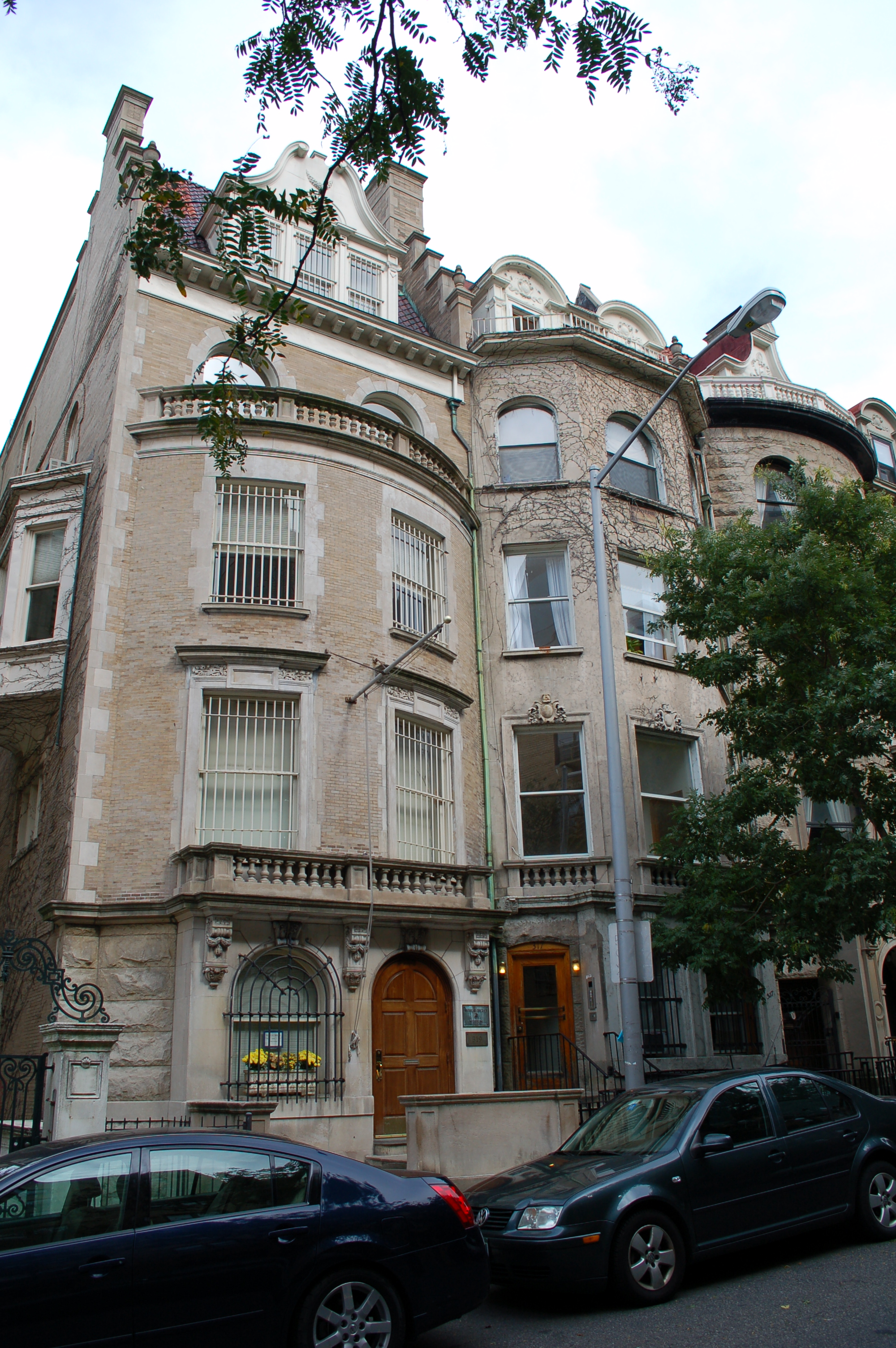
Het Roerich Museum, sinds 19 december 1958 op 319 West 107th Street, Upper West Side, Manhattan

De Rjorichs keerden in de herfst van 1935 terug naar de Kulu Vallei in India. Tijdens hun terugreis kondigde Louis Horch aan dat de Horches en Esther Lichtmann, een zuster van Maurice Lichtmann die zich eerder ook bij de groep had aangesloten, met de Rjorichs braken en niet langer Rjorichs advies en leiding zouden volgen. Ze zouden hebben ontdekt dat Rjorich een bedrieger was. Horch had besloten zijn werk als 'foreign exchange broker' na acht jaar onderbreking te hervatten.
De Washington Daily News van 30 januari 1936 meldde dat de Rjorich expeditie was beëindigd vanwege geruchten dat Nikolaj een spion was. De dag erop schreef de New York Herald Tribune over de strijd die gevoerd werd om het Rjorich museum in New York, dat in 1926 was opgericht. Louis Horch had als enige geld ingelegd, meer dan 1 miljoen dollar. Rjorich had meer dan 1000 schilderijen bijgedragen. Horch had de Rjorichs als trustees buitengezet en zijn zwager Sidney Newberger en Esther Lichtmann in hun plaats gesteld. De New York Herald Tribune schreef enige dagen later dat Rjorichs naam van de façade van het museum werd verwijderd.
Horch wilde naast de Rjorichs ook Grant en de Lichtmanns uit het gebouw hebben, zodat hij compleet de baas was over het museum en zijn miljoen-dollar investering. Al het bezit van de Master Institute, Urusvati en de Roerich Museum Press werden verhuisd naar 72nd street. In 1939 verhuisde de school naar Fisk Building op 250 West 57th Street. Volgens Horchs advocaten waren de schilderijen van Horch. Rechtszaken leidden nergens toe. Rjorich keerde nooit terug naar de Verenigde Staten om zijn naam te zuiveren. Hij zou nog een belastingschuld hebben van 48.000 dollar en mocht Rjorich een poging doen om een visa te bemachtigen, dan zou dat eerst door het departement moeten worden goedgekeurd. Voor Wallace was Rjorich persona non grata geworden in Amerika. Niemand van de Rjorichs werd toegestaan ooit nog contact op te nemen met Wallace of Roosevelt en Wallace stelde zelfs voor Rjorichs naam van de Pact and Banner of Peace te verwijderen.

## Tweede Wereldoorlog

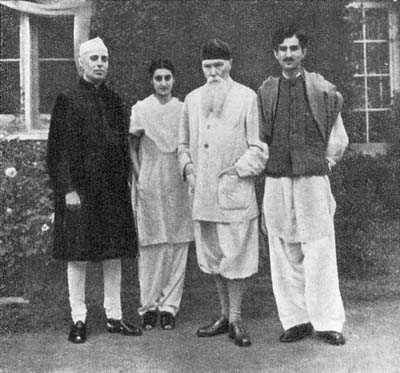
Jawaharlal Nehru, Indira Gandhi, Nikolaj Rjorich, Mohammad Yunus

Terwijl Rjorich vanaf 1937 in Naggar in India was, benutte hij in de eerste jaren van de Tweede Wereldoorlog alle kansen de Sovjet-Unie te helpen. Samen met zijn zoon Svetoslav organiseerde hij exposities en schilderijverkopen en schonk hij de opbrengst aan de Sovjetfondsen van het Russische Rode Kruis en het Rode Leger. Hij publiceerde artikelen in de pers en sprak op de radio om zijn steun aan de Sovjetbevolking uit te spreken.
In deze jaren keerde de schilder terug naar zijn vaderland als onderwerp in zijn creatieve werken. Hij schilderde Prins Igor Campagne, Alexander Nevsky, Partisanen, Overwinning, Helden zijn ontwaakt en andere schilderijen, waarin hij beelden gebruikte van de geschiedenis van Rusland en hij de overwinning voorspelde van het Russische volk op het nazisme en fascisme. Zijn boek Dagboekbladzijden kent veel pagina's die gewijd zijn aan de oorlog en de verrichtingen van het Sovjetvolk.
In 1942, voor de Slag om Stalingrad, ontving Rjorich thuis in Kullu de Indiase vrijheidsstrijders en latere premiers Jawaharlal Nehru en diens dochter Indira Gandhi. Samen bediscussieerden ze het lot van de nieuwe wereld waarin de langverwachte vrijheid van de tot slaaf gemaakte volken zouden triomferen. Dit had betrekking op zowel de Sovjet-Unie als Brits-Indië. Rjorich schreef hierover: "het is de tijd om te denken over bruikbare en creatieve samenwerking."
Bij het optrekken van de fascistische troepen verzocht Rjorich zijn medewerkers het gezamenlijke doel van de Sovjet-Unie en de Verenigde Staten te ondersteunen. In 1942 werd het Amerikaans-Russische Genootschap opgericht in New York, met als actiefste deelnemers Ernest Hemingway, Rockwell Kent, Charlie Chaplin, Norman Bel Geddes, Emil Cooper, Serge Koussevitzky, P. Heddas en V. Tereshchenko.

## Laatste jaren
Rjorich werd tot erelid benoemd van meer dan honderd instituten, universiteiten, wetenschappelijke samenwerkingsverbanden en culturele instituten over de gehele wereld.
Rjorich bleef in India werken aan series over de Himalaya met in totaal meer dan tweeduizend schilderijen. In India ontwierp hij onder meer de volgende series: Shambala, Dzjengis Khan, Kuluta, Kullu, Heilige bergen, Tibet en Ashrams. Kunsttentoonstellingen werden gehouden in verschillende Indiase steden en trokken veel mensen.
Nadat India middernacht 15 augustus 1947 onafhankelijk werd, volgden uitbraken van geweld en kwamen migratiegolven op gang.
Sinds juni leed Rjorich aan prostaatkanker en werd er voor geopereerd.
Nikolaj Rjorich bleef altijd patriot en Rus in de zin dat hij slechts één, Russisch, paspoort had en gaf nooit de gedachte op dat hij ooit terug zou keren naar zijn vaderland. Na de Tweede Wereldoorlog vroeg hij een visum aan voor de Sovjet-Unie en overleed hij op 13 december 1947 zonder te weten dat dit visum hem was geweigerd.
In de Kulluvallei, op de plaats van zijn crematie, werd een rechthoekige steen geplaatst waarin de volgende inscriptie is gekerfd:
Hier op 15 december 1947, werd het lichaam van Maharishi Nikolaj Rjorich – een groot Russisch vriend van India – toevertrouwd aan het vuur.
Laat er vrede zijn (Om Ram).

## Nalatenschap
Acht jaar later overleed zijn echtgenote Helena na jaren van pijn en zwakke gezondheid en na twee hartaanvallen in haar slaap. Haar as werd onder een boeddhistische chorten geplaatst.
Svetoslav, de schilder, was in 1945 met de actrice Devika Rani getrouwd, een nicht van Rabindranath Tagore en ze woonden in Bangalore en hadden geen kinderen. Joeri trouwde niet en kreeg van Nikita Khrushchev toestemming naar de Sovjet-Unie terug te keren. Hij werd lid van de leiding van het Instituut van Oosterse Studies van de Academie van Wetenschap als onderzoeker van het boeddhisme. Joeri nam, zoals zijn vaders laatste wens was, 418 schilderijen mee naar Rusland: 60 voor Schilderijen Gallerie in Novosibirsk en 358 naar het Russische Museum in St. Petersburg. Het huis in Kulu werd een museum ter nagedachtenis van Nikolaj en Helena Rjorich.
De Agni yoga leringen waren in de Sovetunie verboden tot Michail Gorbatsjov met zijn perestroika kwam. Svetoslav ontmoette samen met zijn vrouw op 14 mei 1987 Gorbachev en zijn vrouw Raisa, die zelf een Agni Yoga student was. Er werd een Internationaal Centrum van de Rjorichs in Moskou opgericht, waarin Svetoslav schilderijen, correspondentie en ongepubliceerde manuscripten onderbracht. Enige jaren later stierf Svetoslav.
Louis Horch verkocht over de jaren schilderijen van Rjorich, waarvan ongeveer 100 naar Rose Art Gallery van de Brandeis University gingen. Helena's notitieboeken kwamen via Horchs dochter Oriole in de bibliotheek van Armherst College terecht.

### Internationaal Centrum van de Rjorichs

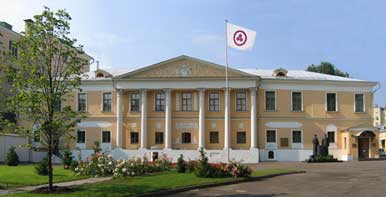
Internationaal Centrum van de Rjorichs

In 1990 liet de jongste zoon, Svetoslav, de wens van zijn vader in vervulling gaan door een deel van diens nalatenschap over te brengen naar Russische bodem en richtte de Sovjet Rjorich Stichting op die later werd omgedoopt in Internationaal Centrum van de Rjorichs. Met hulp van wetenschappers van de Russische Academie van Natuurwetenschappen werden meer dan 400 schilderijen, archieven, de bibliotheek en antiquiteiten van de familie geïmporteerd naar het moederland.
Op 12 februari 1993 werd de eerste expositie in het Nikolaj Rjorich Museum gehouden.

## Onderscheidingen
- Russische Orde van Sint-Anna
- Russische Orde van Sint-Vladimir
- Franse, hoogste en belangrijkste onderscheiding Legioen van Eer
- Joegoslavische Orde van Sint-Sava
- Poolse Orde van Sint-Stanislaus
- Zweedse Orde van de Poolster

## Galerij

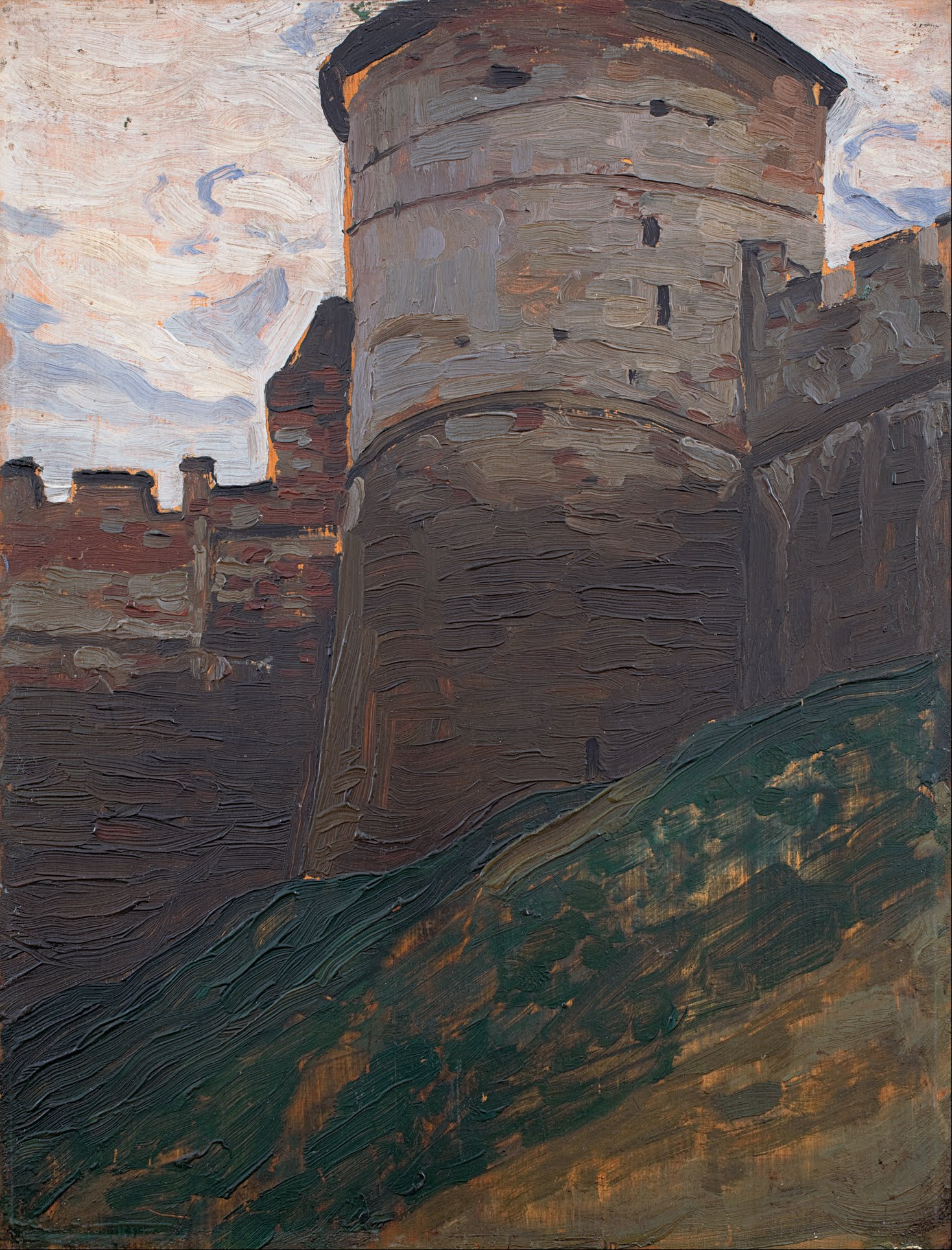
The Fortress Tower. Nizhny Novgorod. Uit de Serie van Architectuur schetsen, 1903, olieverf op paneel
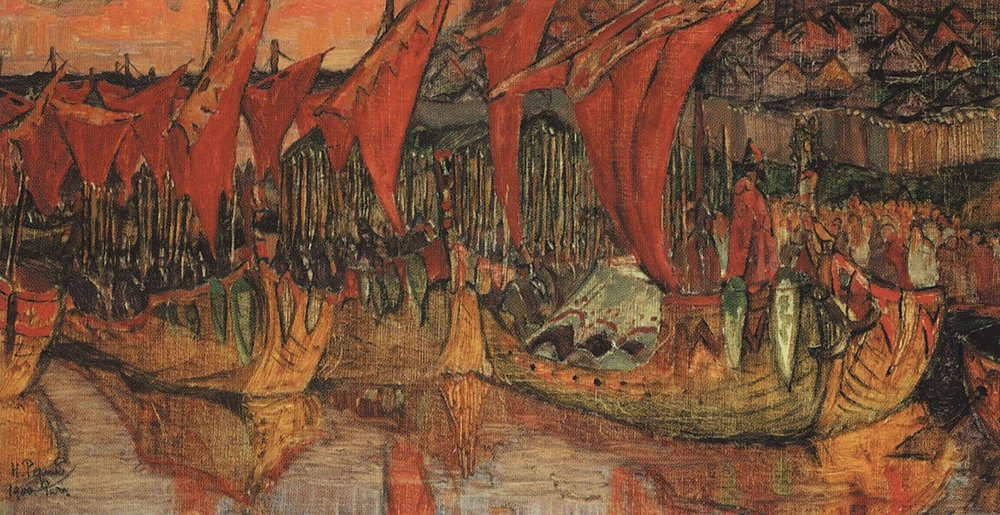
Vladimir campaign on Korsun
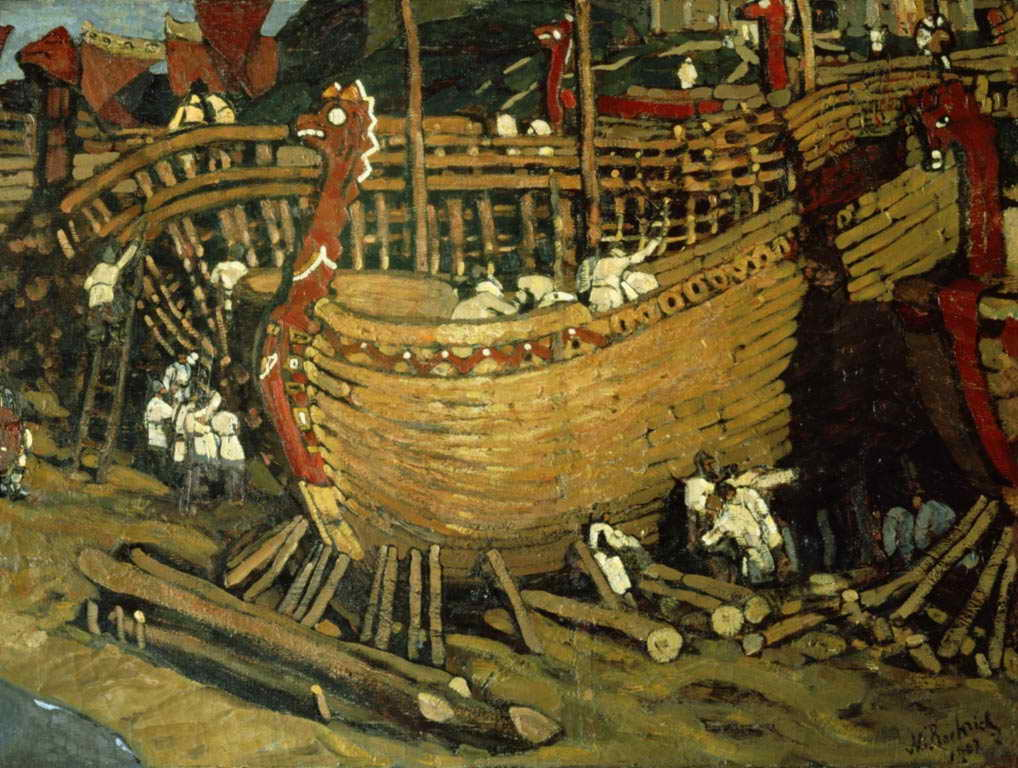
Schepen bouwen, 1903
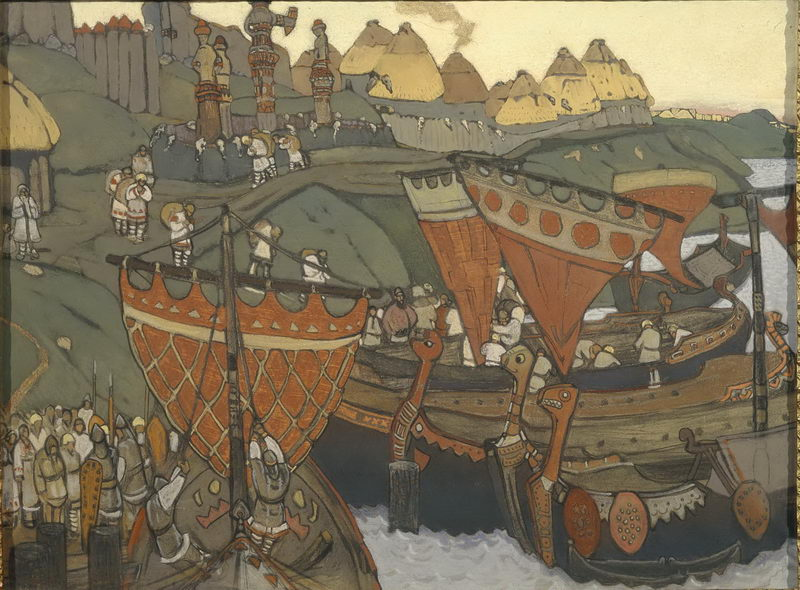
Oude Russen aan de Dnjepr, 1905, olieverf op paneel
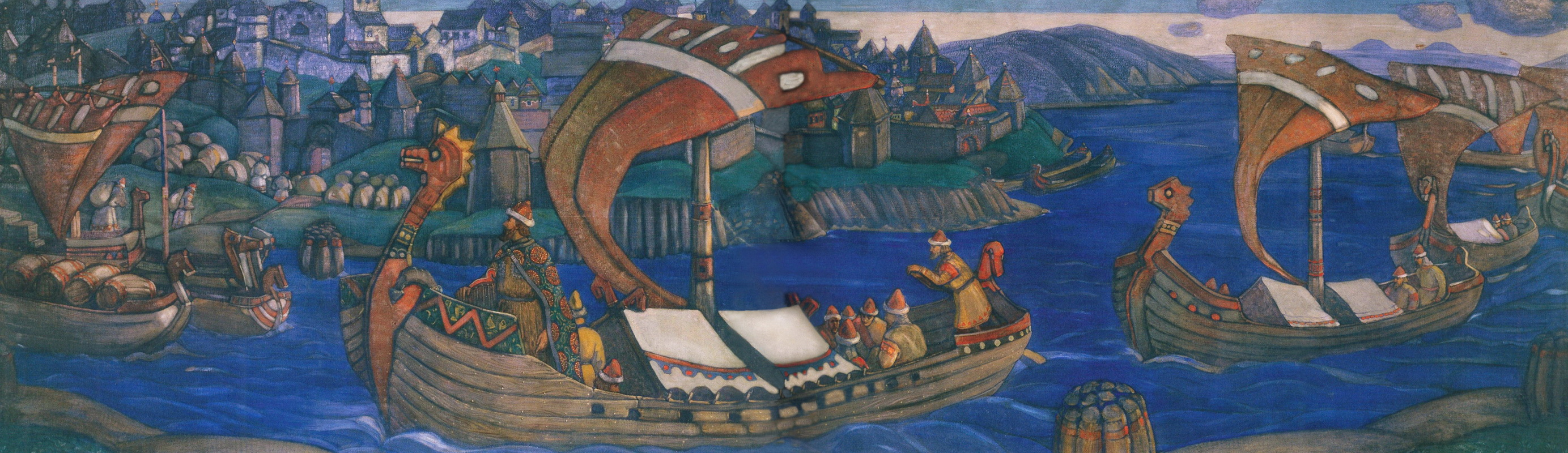
Sadko, 1910
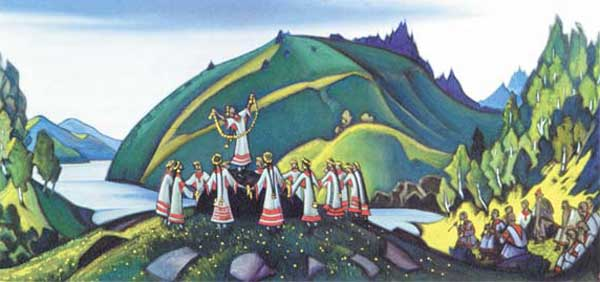
Le Sacre du printemps
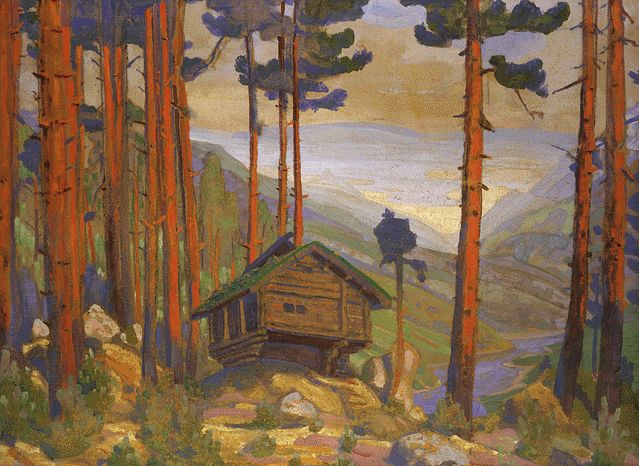
Solveig's song, Peer Gynt by Roerich, 1912
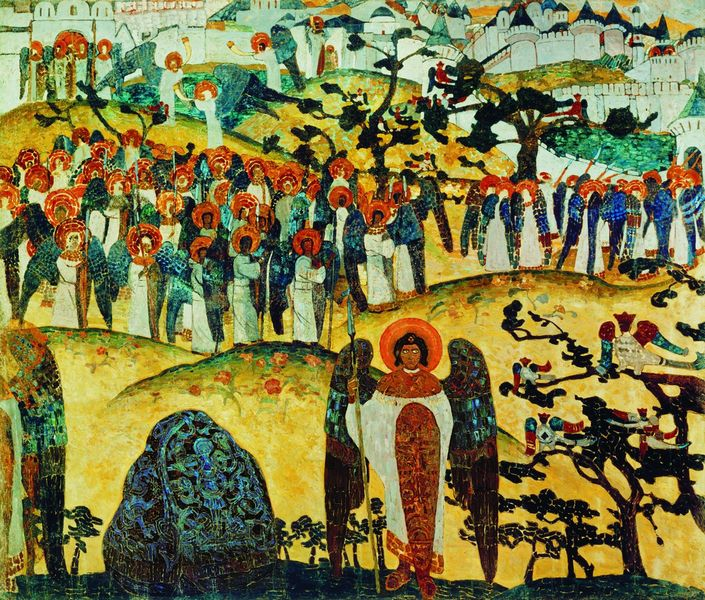
Treasure of angels
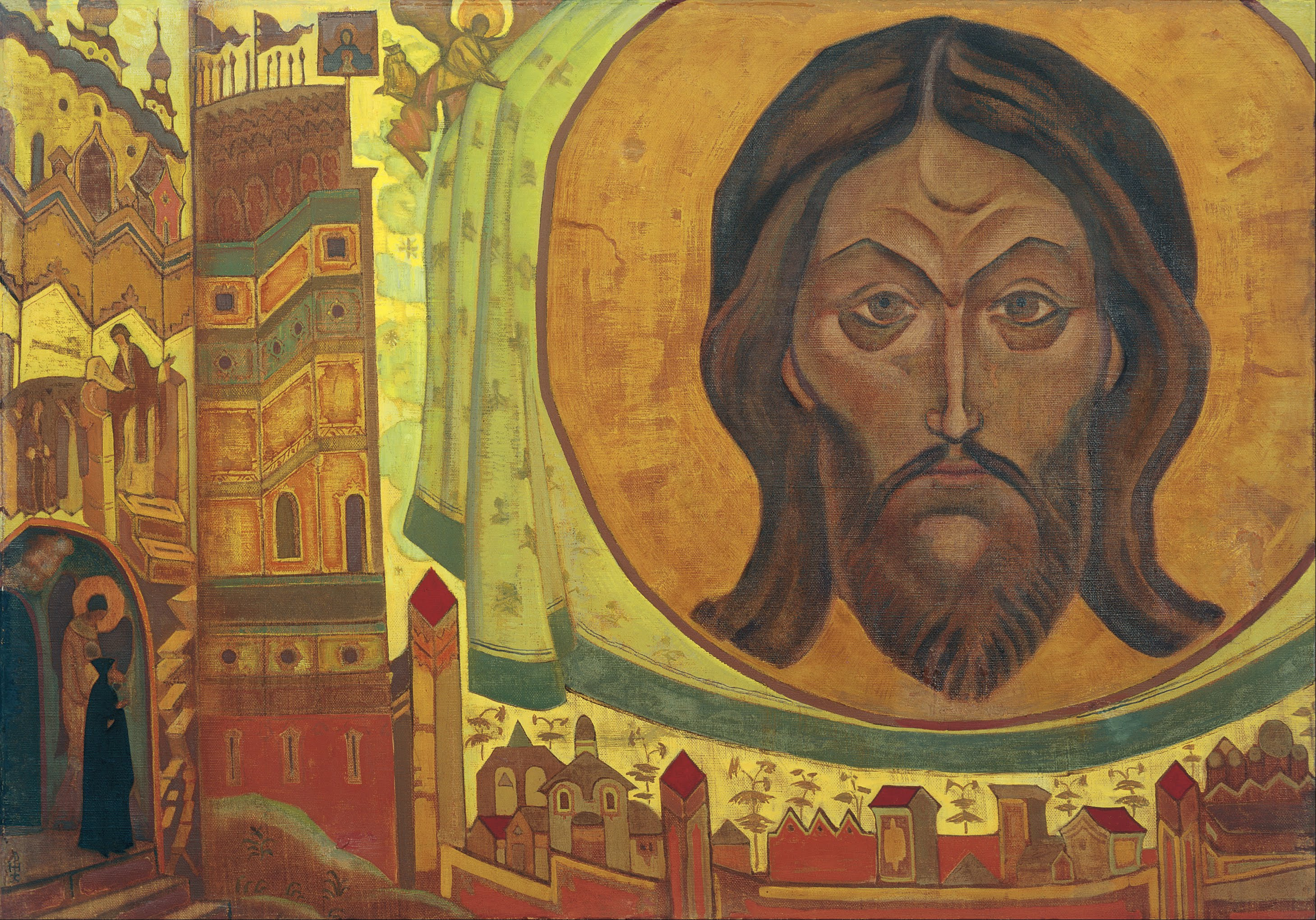
And We See, uit de "Sancta" Series
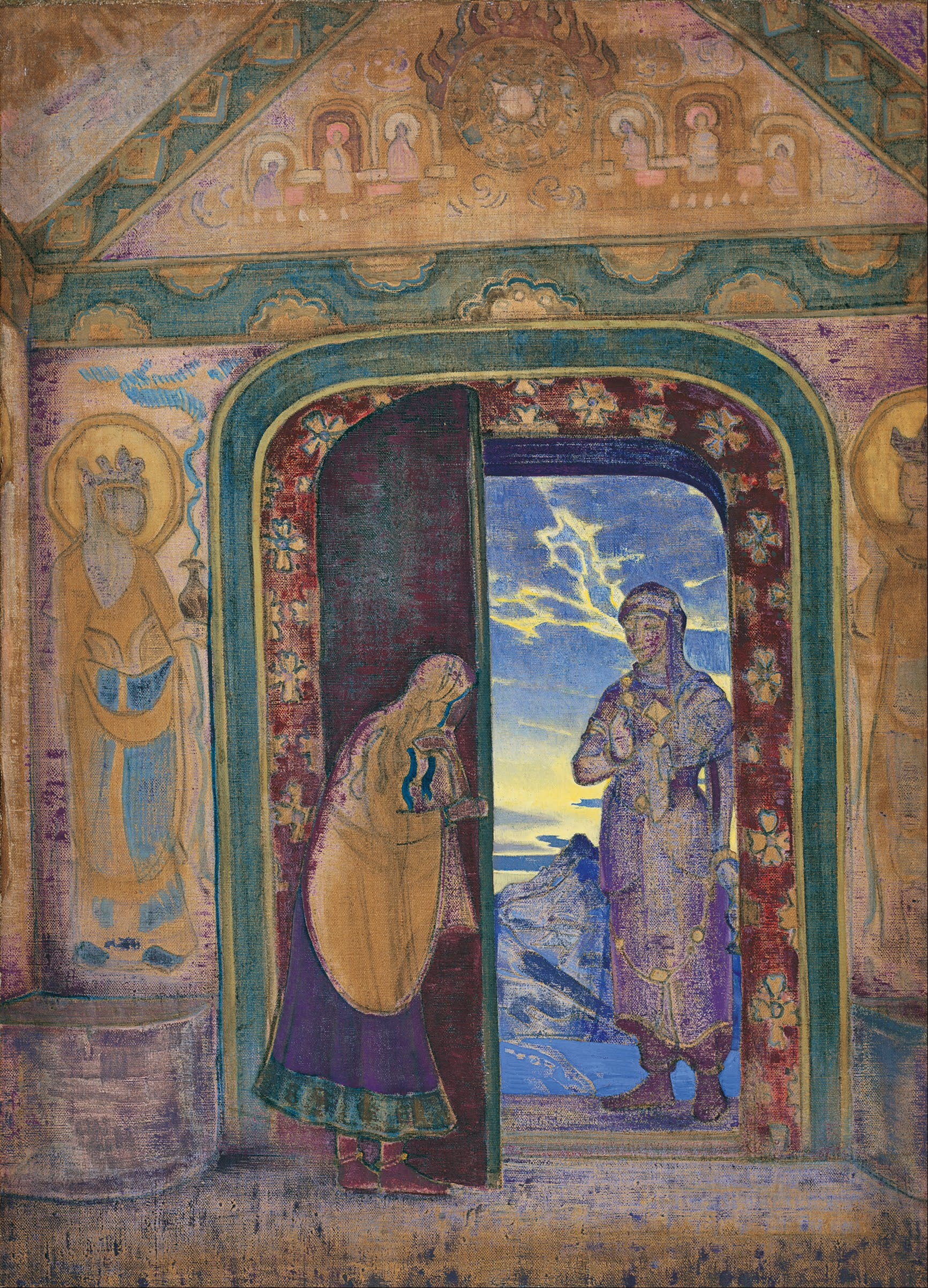
The Messenger
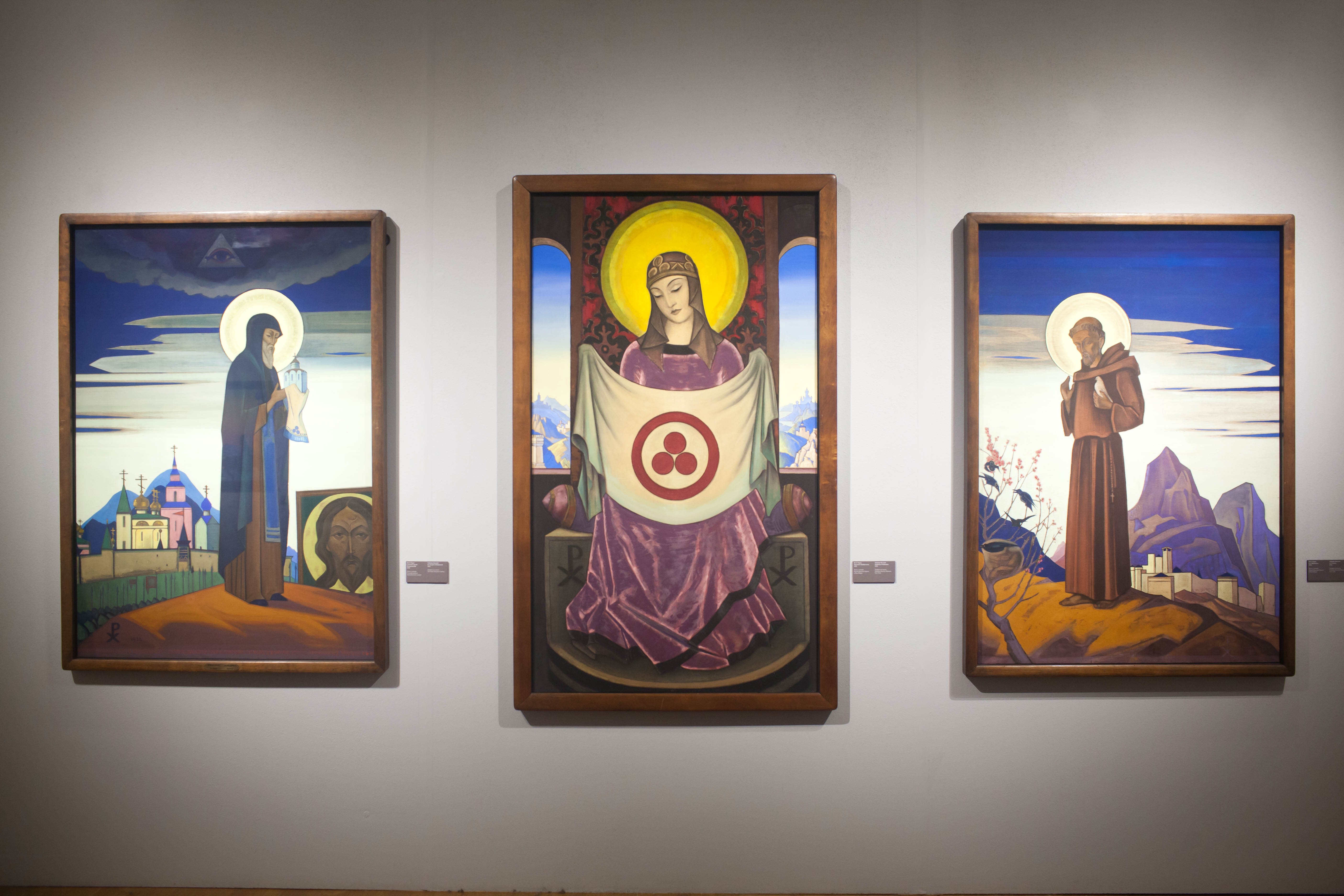
Tentoonstelling in het Nicholas Roerich Museum, Moskou, in het midden Madonna Oriflamma
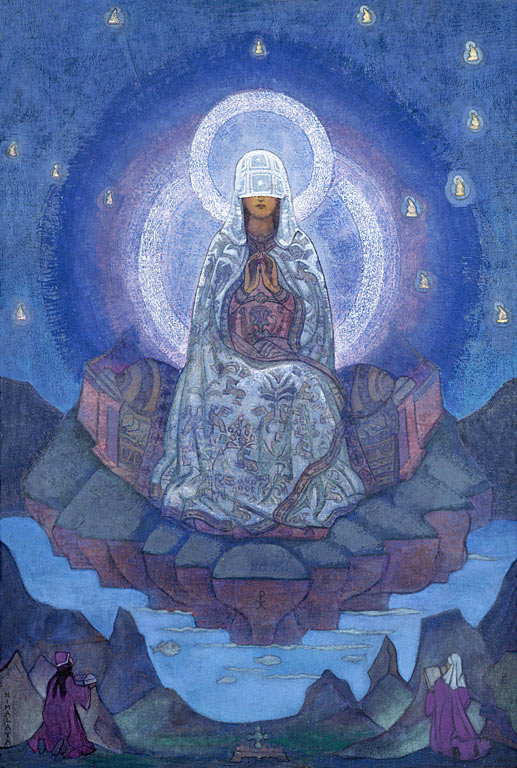
Moeder van de Wereld
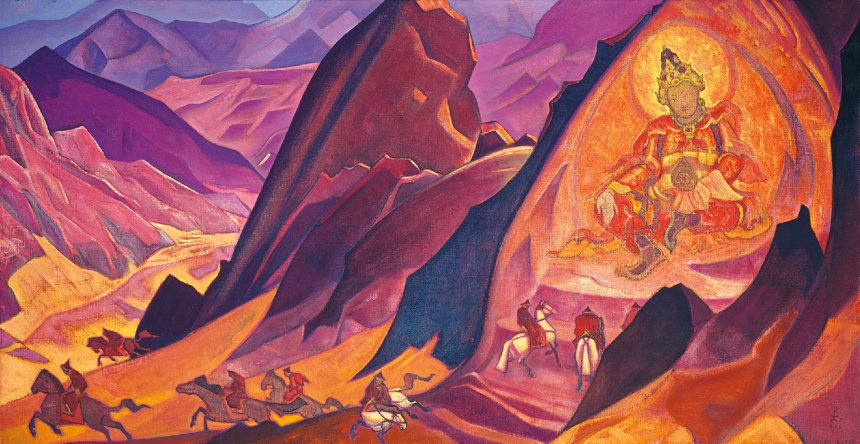
De Orde van Rigden Jyepo
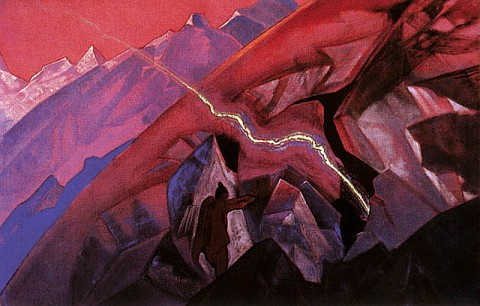
Arjuna, 1929-1930
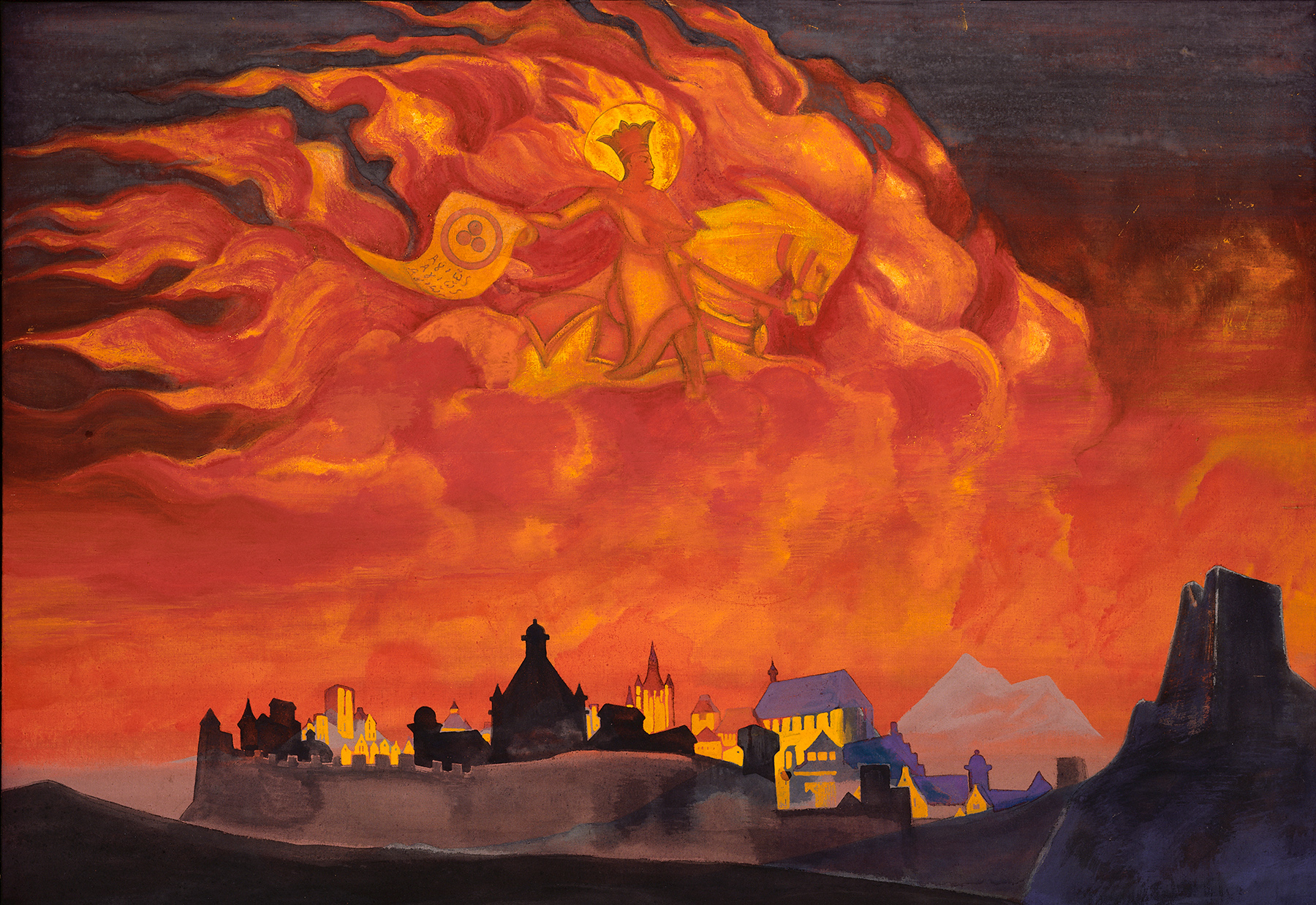
St Sophia the Almighty Wisdom, 1932
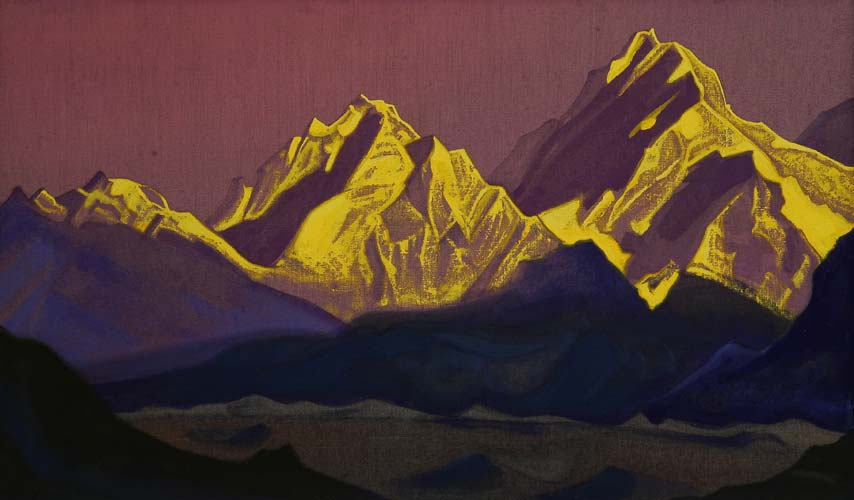
Uitzicht op de Himalaya
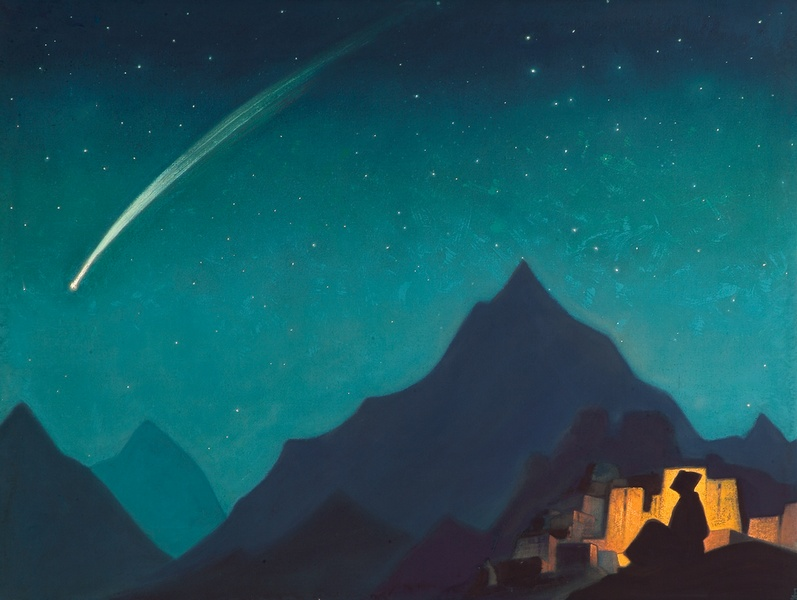
Star hero, 1933
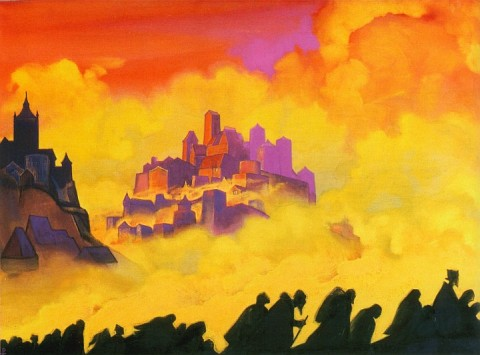
Armageddon, 1935-36
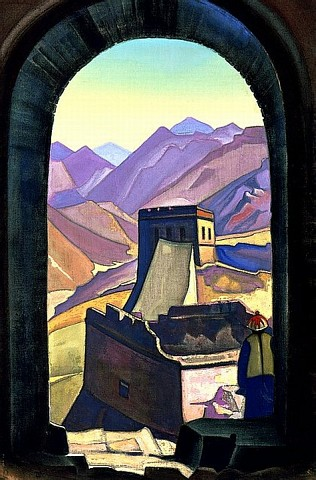
Grote Muur, 1935-36
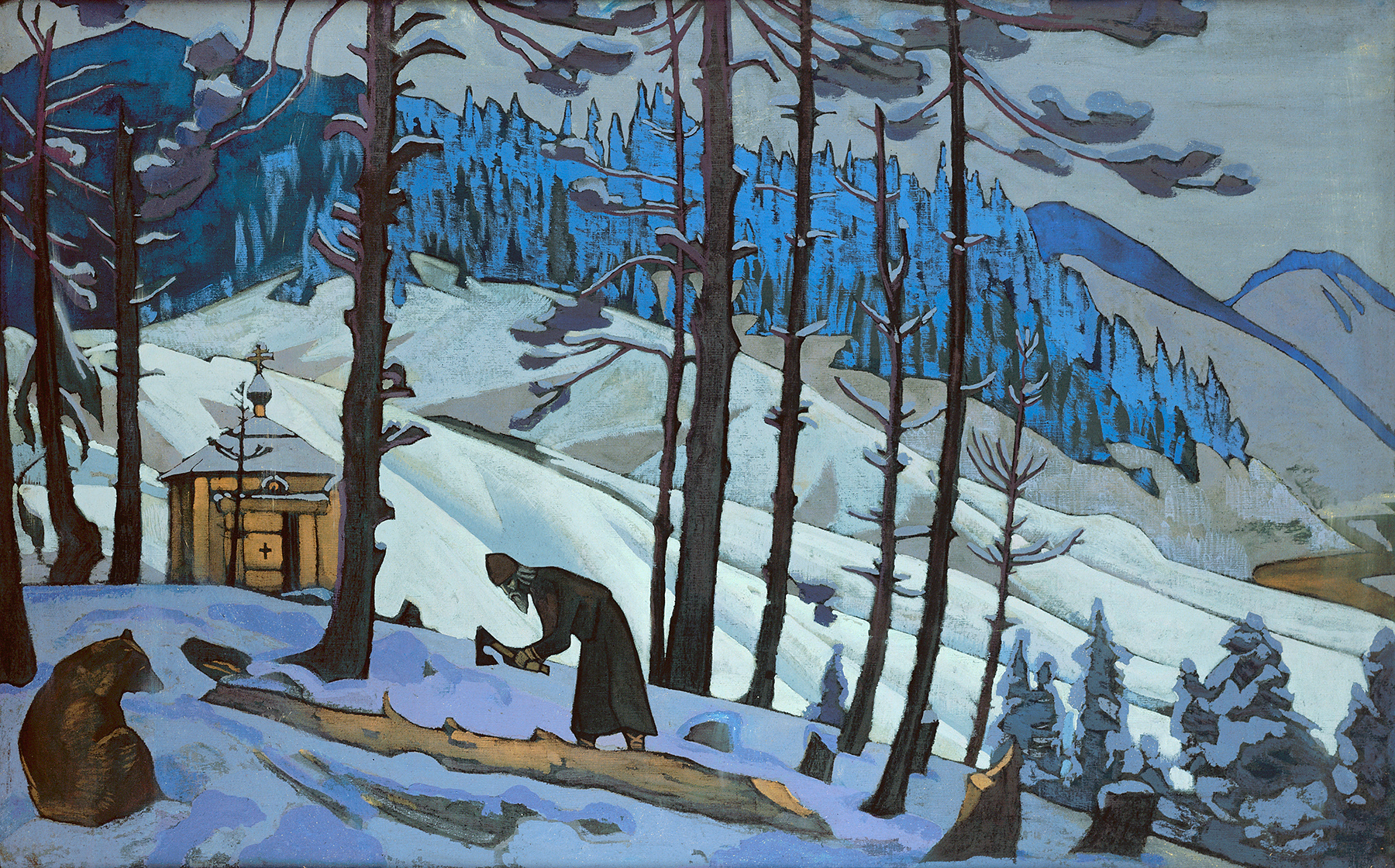
St Sergius de Bouwer, 1940
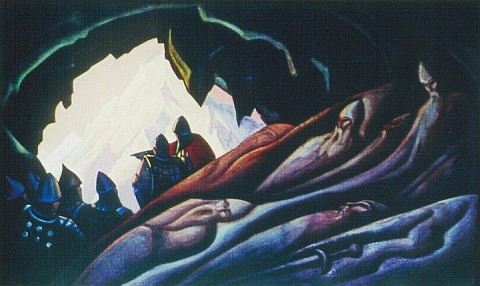
Bogatyrs woke up, 1940
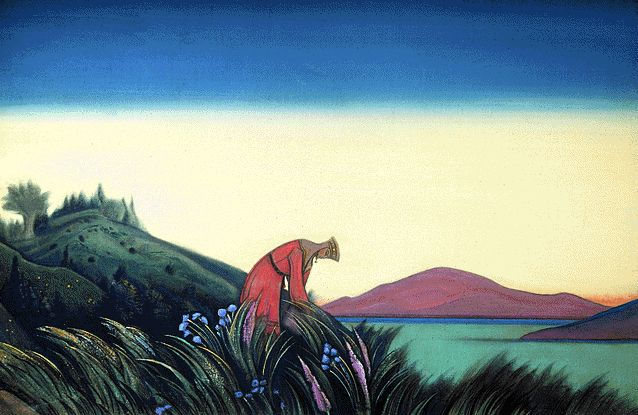
Weldadige kruiden (Vasilisa de Schone), 1941
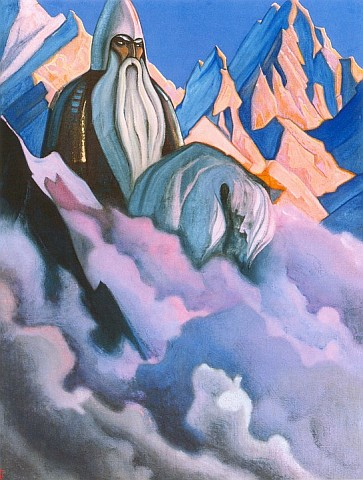
Svyatogor, 1942